# Fußball-Europameisterschaft 2008

Logo der Bewerbung

Die Endrunde der 13. Fußball-Europameisterschaft (offiziell UEFA EURO 2008) wurde vom 7. bis 29. Juni 2008 in Österreich und in der Schweiz ausgetragen. Am Turnier nahmen 16 Nationalmannschaften teil, die zunächst in Gruppen und danach im K.-o.-System gegeneinander antraten.
Die Nationalmannschaft Spaniens gewann das Turnier nach einem 1:0-Sieg über Deutschland im Finale von Wien und wurde damit zum zweiten Mal nach 1964 Fußball-Europameister. Mit dem Mittelfeldspieler Xavi und dem Angreifer David Villa, der während des Turniers vier Tore erzielte, stellte Spanien zudem den besten Spieler und den Torschützenkönig der Europameisterschaft 2008. Titelverteidiger Griechenland scheiterte, wie auch beide Gastgeber, bereits in der Gruppenphase.
Die 2008 erstmals in Österreich und in der Schweiz ausgetragene Europameisterschaft, die unter dem Motto „Erlebe Emotionen“ stand, fand in acht verschiedenen Städten statt. Insgesamt verfolgten rund 1,14 Millionen Besucher die 31 Begegnungen des dreiwöchigen Turniers in den Stadien. Als Sieger der Europameisterschaft 2008 nahm Spanien am FIFA-Konföderationen-Pokal 2009 in Südafrika teil.

## Vergabe
Den Zuschlag für die Austragung der Europameisterschaft 2008 erhielten Österreich und die Schweiz am 12. Dezember 2002. Insgesamt hatten sich 14 Nationen, zusammengefasst zu sieben Kandidaturen, um die Ausrichtung der EM 2008 beworben. Die Wahlprozedur zur Bestimmung des Gastgebers dauerte zwei Tage. Am ersten Tag hatten die sieben Bewerberkomitees die Gelegenheit, sich in der UEFA-Zentrale in Nyon ein letztes Mal vor der Verbandsspitze zu präsentieren.
Die endgültige Entscheidung über die Vergabe der Europameisterschaft 2008 traf das Exekutivkomitee der UEFA tags darauf in Genf. Hierbei setzte sich die Bewerbung der beiden Alpenländer im entscheidenden Wahldurchgang mit 9:3 Stimmen gegen Ungarn durch. Zuvor waren bereits die Bewerbung Russlands, die gemeinsamen Kandidaturen von Bosnien-Herzegowina und Kroatien, Griechenland und der Türkei, Schottland und Irland sowie die gemeinsame Bewerbung der skandinavischen Länder Dänemark, Finnland, Norwegen und Schweden gescheitert. Das Turnier wurde damit nach der Ausrichtung der Euro 2000 durch die Niederlande und Belgien zum zweiten Mal von zwei Ländern gemeinsam veranstaltet.

## Spielorte

### Österreich
| Wien |

| Innsbruck |

| Klagenfurt |

| Wals-Siezenheim |

| Wien |

| Innsbruck |

| Klagenfurt |

| Wals-Siezenheim |

Das Wiener Ernst-Happel-Stadion war mit 51.428 Sitzplätzen das größte Stadion der beiden Austragungsländer. Hier wurden insgesamt sieben Spiele samt dem Finale ausgetragen, was es zum Hauptaustragungsort der Europameisterschaft machte. In der Vorrunde war es das Stadion des Gastgebers Österreich, der sich in Gruppe B befand. Es handelte sich um das einzige historische Stadion (die Eröffnung fand 1931 statt), wobei für die Europameisterschaft zahlreiche Adaptierungen getroffen wurden. Insbesondere wurden ein neuer VIP-Klub gebaut sowie temporär die Laufbahn durch zusätzliche Sitzreihen ersetzt und im dritten Rang eine zweite große Videoleinwand installiert. Abseits der Europameisterschaft dient das Ernst-Happel-Stadion als Heimatstadion der österreichischen Nationalmannschaft und als Austragungsort von Europacupspielen.
Im Tivoli-Neu in Innsbruck, dem Heimatstadion des Bundesliga-Absteigers FC Wacker Innsbruck, fanden drei Spiele der Gruppe D der Europameisterschaft statt. Das Stadion wurde im September 2000 für 17.400 Zuschauer eröffnet und erst kurz vor der Europameisterschaft im Herbst 2007 auf drei Seiten temporär um einen zweiten Rang ergänzt. Das Fassungsvermögen während der Europameisterschaft betrug damit 30.772 Zuschauer.
Im Klagenfurter Wörthersee Stadion wurden drei Spiele der Gruppe B ausgetragen. Das Wörthersee-Stadion wurde bereits 1960 erbaut, für die Europameisterschaft aber durch einen Neubau ersetzt. Im September 2007 wurde die umstrittene Arena mit einer Kapazität von 30.461 fertiggestellt. Im Stadion fanden ansonsten die Bundesligaspiele des SK Austria Kärnten statt, dessen Neugründung (vormals ASKÖ Pasching) auf den Neubau zurückzuführen ist.
Im EM-Stadion Wals-Siezenheim in der Salzburger Nachbargemeinde Wals-Siezenheim fanden die drei Gruppenspiele Griechenlands in der Gruppe D statt. Das Stadion wurde im Laufe des Jahres 2003 fertiggestellt und fasste nach der Eröffnung 18.850 Zuschauer. Bis Juli 2007 wurde es durch einen temporären zweiten Rang auf 31.063 Plätze erweitert, der zur Europameisterschaft komplett eröffnet wurde. Das Wals-Siezenheimer Stadion war damit das größte Stadion, in dem nur Gruppenspiele stattfanden und das einzige, in dem kein Länderspiel vor der Europameisterschaft gespielt worden war. Im Ligabetrieb wird es vom Bundesligisten FC Red Bull Salzburg genutzt.

### Schweiz
| Basel |

| Bern |

| Lancy |

| Zürich |

| Basel |

| Bern |

| Lancy |

| Zürich |

Im Basler St. Jakob-Park, dem Heimstadion des FC Basel, fanden sechs Spiele statt. Basel war somit Hauptaustragungsort der EM 2008 in der Schweiz. Das von den Architekten Herzog & de Meuron zwischen 1999 und 2001 erstellte Stadion wurde in der Spielzeit 2006/07 ausgebaut und ist mittlerweile mit 38.500 Plätzen das größte Stadion der Schweiz. Für die Endrunde fasste es durch Verringerung der Sitzabstände vorübergehend 39.730 Plätze. In Basel wurden die drei Gruppenspiele der Schweiz (darunter das EM-Eröffnungsspiel gegen Tschechien) in Gruppe A sowie zwei Viertelfinalspiele und ein Halbfinalspiel ausgetragen.
In Bern entstand zwischen 2001 und 2005 ein neues Stadion. Das alte Wankdorfstadion wurde abgerissen und durch das neue Stade de Suisse Wankdorf ersetzt. Die Baukosten betrugen 350 Millionen Schweizer Franken, das Stadion bot während der Gruppenspiele Platz für 30.777 Zuschauer. Im Heimstadion des BSC Young Boys fanden die drei Gruppenspiele der Niederlande in der Gruppe C statt.
In Lancy bei Genf, dem einzigen französischsprachigen Austragungsort, wurden im Stade de Genève drei Spiele der Gruppe A ausgetragen. Servette Genf, das zu dieser Zeit in der zweithöchsten Liga, der Challenge League spielte, trägt hier seine Heimspiele aus. Das Stadion hatte während der Europameisterschaft 29.106 Sitzplätze und war damit der kleinste Spielort.
In Zürich war ursprünglich der Hardturm als Spielort vorgesehen. Da das Neubauprojekt jedoch durch eine Bürgerinitiative verzögert wurde, fanden drei Vorrundenspiele der Gruppe C im neu erstellten Stadion Letzigrund statt, welches im September 2007 eingeweiht wurde. Hier fanden bei der Europameisterschaft 30.585 Besucher Platz.

## Modus
Nach dem offiziellen Reglement der UEFA bestand der Wettbewerb aus einer im Meisterschaftsmodus mit Hin- und Rückspielen stattfindenden Qualifikationsrunde, sowie der in einer Gruppenphase und den Finalspielen ausgetragenen Endrunde.
Bei der Endrunde bildeten die 16 Teilnehmer vier Vorrundengruppen mit je vier Mannschaften, von denen sich jeweils die ersten beiden für das Viertelfinale qualifizierten. Dabei trafen Mannschaften, die bereits in der Vorrunde gegeneinander spielten, schon im Halbfinale erneut aufeinander, sofern sie dieses erreichten. In der Gruppenphase spielte jede Mannschaft gegen jede andere Mannschaft ihrer Gruppe nach dem Meisterschaftsmodus, wobei für einen Sieg drei Punkte und für ein Unentschieden ein Punkt vergeben wurden.
Bei Punktgleichheit mehrerer Mannschaften in den Gruppenspielen entschieden die Ergebnisse aus den direkten Begegnungen über die Platzierung. Dabei wurden erst die summierten Punkte, dann die Tordifferenz und danach die Anzahl der erzielten Tore verglichen. Hätte sich hierdurch keine Platzierung ergeben, sollten die Tordifferenz und die Anzahl der erzielten Tore aus allen Gruppenspielen herangezogen werden. Wäre damit immer noch keine Entscheidung gefallen, wäre die Platzierung anhand der Ergebnisse der Mannschaften in der Qualifikation für die WM 2006 und für die EM 2008 ermittelt worden; bei Gleichheit des Quotienten von erzielten Punkten und ausgetragenen Spielen (Qualifikationskoeffizient) hätte die Fair-Play-Wertung in der Gruppenphase gezählt, schließlich wäre auf den Losentscheid zurückgegriffen worden. Ein Sonderfall hätte sich ergeben, falls sich am letzten Spieltag der Gruppenphase zwei Mannschaften gegenübergestanden hätten, die nach Ende der regulären Spielzeit Remis spielten und dieselbe Anzahl an Punkten und dieselbe Tordifferenz aufwiesen. Hätte es keine weitere Mannschaft gegeben, die ebenso viele Punkte verbuchen konnte, wäre die Entscheidung um die Platzierung in der Gruppe dann im Elfmeterschießen gefallen.
Ab dem Viertelfinale wurde das Turnier über Halbfinale und Finale im K.-o.-System fortgesetzt, wobei sich der Sieger eines Spiels für die nächste Runde qualifizierte. Spiele, die nach Ablauf der regulären Spielzeit unentschieden endeten, wurden um zweimal 15 Minuten verlängert. Die bei vorhergehenden EM-Turnieren angewandten Regeln eines Golden bzw. Silver Goals wurden abgeschafft. War auch nach der Verlängerung keine Entscheidung gefallen, wurde der Sieger der Begegnung im Elfmeterschießen ermittelt. Im Unterschied z. B. zu den Weltmeisterschaften gibt es bei Europameisterschaften seit 1984 kein Spiel um den dritten Platz mehr.

## Teilnehmer

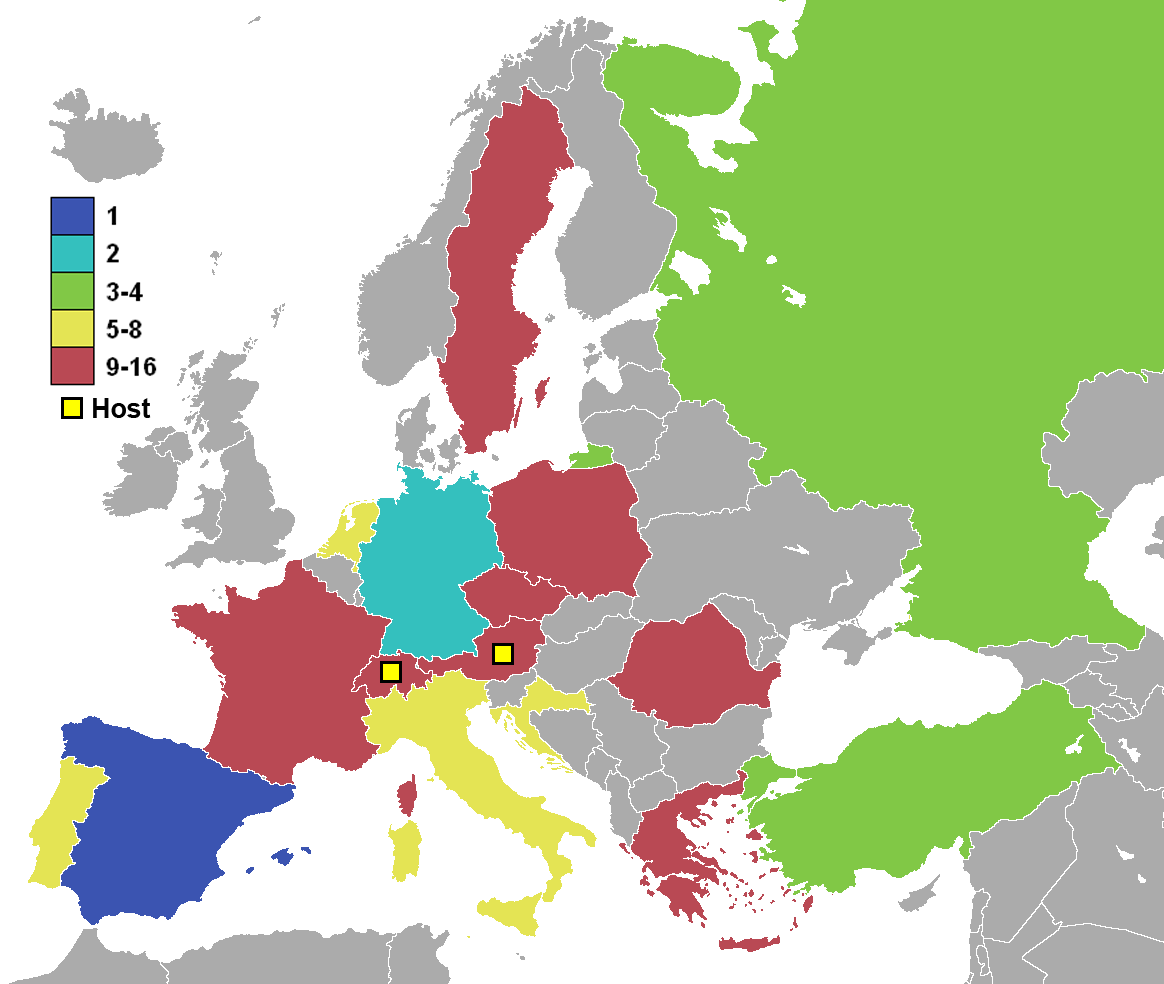
Teilnehmerländer, eingefärbt nach Platzierung

### Auslosung der Endrunde
Die Auslosung der EM-Endrunde fand am 2. Dezember 2007 um 12 Uhr im Kultur- und Kongresszentrum in Luzern statt. Die Zeremonie wurde in 138 Länder übertragen, von denen 37 live sendeten; rund 120 Millionen Fernsehzuschauer verfolgten die Sendung. Durch das Programm der 52 Minuten dauernden Veranstaltung führten die ehemalige Miss Schweiz, Melanie Winiger, sowie ORF-Sportmoderator Rainer Pariasek. Der Showteil stand unter dem Motto „Football meets Classical Music“. Neben dem spanischen Startenor José Carreras traten die Wiener Sängerknaben sowie der Berner Bach-Chor und eine Schweizer Alphornbläserin auf.
Für die Auslosung wurden die qualifizierten Mannschaften in vier Töpfe aufgeteilt. Im ersten Topf befanden sich von vornherein die beiden als Köpfe der Gruppen A und B gesetzten Gastgeber Schweiz und Österreich, sowie Titelverteidiger Griechenland. Die übrigen qualifizierten Mannschaften wurden den Töpfen gemäß ihrem EM-Koeffizienten zugeteilt, der sich aus den Qualifikationsspielen zur WM 2006 (ohne die Relegationsspiele) und zur EM 2008 als durchschnittliche Punktzahl pro Spiel errechnete. Eine Ausnahme bildete Deutschland, das als Gastgeber keine Qualifikationsspiele zur Weltmeisterschaft 2006 austragen musste und somit nur mit den Qualifikationsspielen zur EM 2008 in die Wertung einging. Die vier Töpfe enthielten schließlich:
- Topf 1: Schweiz (Gastgeber), Österreich (Gastgeber), Griechenland (Titelverteidiger), Niederlande (bester Koeffizient: 2,417)
- Topf 2: Kroatien (2,409), Italien (2,364), Tschechien (2,333), Schweden (2,273)
- Topf 3: Rumänien (2,250), Deutschland (2,250), Portugal (2,192), Spanien (2,182)
- Topf 4: Polen (2,167), Frankreich (2,091), Türkei (1,958), Russland (1,958)

Die Auslosung selbst wurde durch die Kapitäne früherer Europameistermannschaften beziehungsweise ihre Vertreter durchgeführt. Aus den einzelnen Töpfen wurden die Mannschaften den jeweiligen Gruppen zugelost. Zur Bestimmung der für die Erstellung des Spielplans verwendeten Position der Mannschaft innerhalb der Gruppe wurde eine zweite Kugel gezogen.
Die Auslosung ergab folgende Gruppeneinteilung:
| Gruppe A           | Gruppe B            | Gruppe C            | Gruppe D             |
| ------------------ | ------------------- | ------------------- | -------------------- |
| Schweiz (Kader)    | Österreich (Kader)  | Niederlande (Kader) | Griechenland (Kader) |
| Tschechien (Kader) | Kroatien (Kader)    | Italien (Kader)     | Schweden (Kader)     |
| Portugal (Kader)   | Deutschland (Kader) | Rumänien (Kader)    | Spanien (Kader)      |
| Türkei (Kader)     | Polen (Kader)       | Frankreich (Kader)  | Russland (Kader)     |

### Aufgebote
Die Kader der teilnehmenden Mannschaften umfassten jeweils 23 Spieler und wurden von den jeweiligen Teamchefs bis zum 28. Mai 2008 benannt.
Im russischen Aufgebot waren zum Zeitpunkt des Turniers mit 22 Spielern die meisten in einem Verein des Heimatlands aktiv, im kroatischen und im tschechischen Aufgebot mit jeweils 3 Spielern die wenigsten. Deutsche Vereine stellten die meisten der 368 Spieler. Von den „Legionären“ unter den Spielern spielten die meisten in einer englischen Liga, gefolgt von den deutschen, spanischen, italienischen und französischen Ligen. Der Verein, der die meisten Spieler stellte, war Olympique Lyon (elf).

## Vorrunde

### Gruppe A
| Pl.                                                                                           | Land       | Sp. | S | U | N | Tore    | Diff. | Punkte |
| --------------------------------------------------------------------------------------------- | ---------- | --- | - | - | - | ------- | ----- | ------ |
| 1.                                                                                            | Portugal   | 3   | 2 | 0 | 1 | 005:300 | +2    | 06     |
| 2.                                                                                            | Türkei     | 3   | 2 | 0 | 1 | 005:500 | ±0    | 06     |
| 3.                                                                                            | Tschechien | 3   | 1 | 0 | 2 | 004:600 | −2    | 03     |
| 4.                                                                                            | Schweiz    | 3   | 1 | 0 | 2 | 003:300 | ±0    | 03     |
| Für die Platzierung 1 und 2 sowie 3 und 4 ist der direkte Vergleich maßgeblich (siehe Modus). |            |     |   |   |   |         |       |        |

|                                     |   |            |           |
| 7. Juni 2008 um 18:00 Uhr in Basel  |   |            |           |
| Schweiz                             | – | Tschechien | 0:1 (0:0) |
| 7. Juni 2008 um 20:45 Uhr in Genf   |   |            |           |
| Portugal                            | – | Türkei     | 2:0 (0:0) |
| 11. Juni 2008 um 18:00 Uhr in Genf  |   |            |           |
| Tschechien                          | – | Portugal   | 1:3 (1:1) |
| 11. Juni 2008 um 20:45 Uhr in Basel |   |            |           |
| Schweiz                             | – | Türkei     | 1:2 (1:0) |
| 15. Juni 2008 um 20:45 Uhr in Basel |   |            |           |
| Schweiz                             | – | Portugal   | 2:0 (0:0) |
| 15. Juni 2008 um 20:45 Uhr in Genf  |   |            |           |
| Türkei                              | – | Tschechien | 3:2 (0:1) |

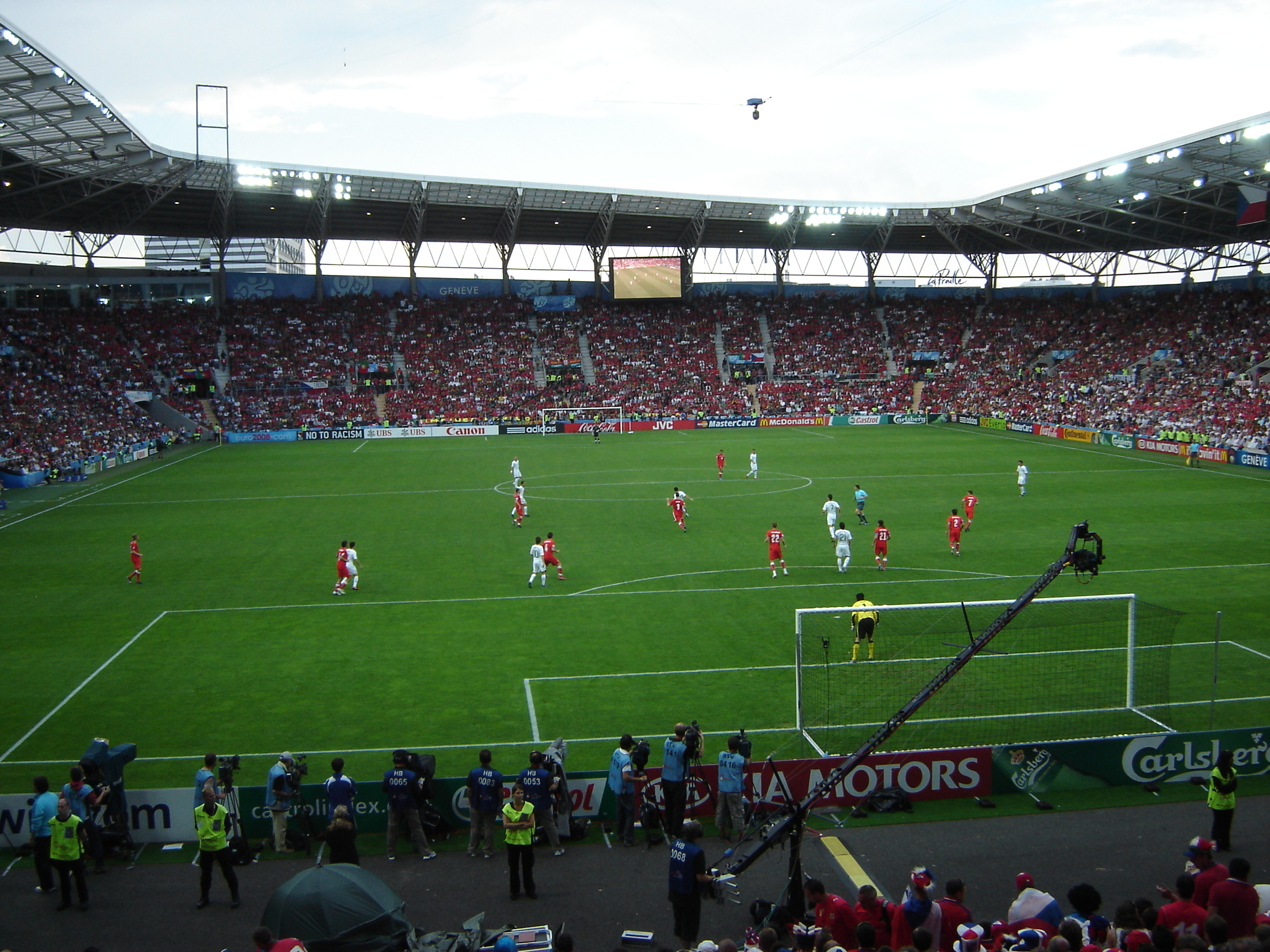
Begegnung zwischen Portugal und Tschechien am 11. Juni 2008; mit dem 3:1 qualifizierte sich Portugal vorzeitig für die Finalrunde

Portugal zog als Gruppensieger ins Viertelfinale des Turniers ein. Im ersten Spiel wurde die Türkei mit 2:0 besiegt; im zweiten Spiel gegen Tschechien tat man sich zwar schwerer, gewann aber dennoch mit 3:1. Da Portugal mit diesen zwei Siegen bereits als Gruppensieger feststand, wurden im abschließenden Spiel gegen Gastgeber Schweiz bereits mehrere Stammkräfte geschont, was schließlich zu einer 0:2-Niederlage führte.
Das Weiterkommen der Türkei war insofern bemerkenswert, als die Mannschaft gleich zweimal ein Spiel in der Schlussphase drehen konnte. War man im ersten Spiel noch relativ chancenlos, so lieferte man sich bei strömendem Regen gegen die Schweiz einen offenen Schlagabtausch. Die Türkei war letztlich die effizientere Mannschaft und gewann durch einen Treffer in der Nachspielzeit knapp mit 2:1, nachdem die Schweizer Mannschaft gute Möglichkeiten für das entscheidende Tor nicht hatte nutzen können. Das letzte Gruppenspiel gegen Tschechien war praktisch das „Achtelfinale“ der EM, da beide Mannschaften die gleiche Anzahl an Punkten und die gleiche Anzahl erzielter Tore besaßen und im letzten Spiel direkt aufeinander trafen. Tschechien bestimmte über weite Strecken das Spiel und führte bis in die Schlussphase hinein mit 2:0. Etwa eine Viertelstunde vor Schluss kamen die Türken zum Anschlusstreffer und durch einen Fehler des tschechischen Torhüters Petr Čech in der 87. Minute zum Ausgleich – ein Unentschieden hätte ein Elfmeterschießen bedeutet. Nihat bescherte der Türkei jedoch nur zwei Minuten nach dem 2:2 den Sieg. Das Spiel wurde später zu einem der zehn besten Spiele der EM-Historie gewählt.
Tschechien konnte nicht ganz an die Leistungen der EM 2004 anknüpfen. Im ersten Spiel gegen Gastgeber Schweiz zeigte sich die Mannschaft verunsichert und gewann durch eine Einzelaktion des eingewechselten Václav Svěrkoš in der Schlussphase glücklich mit 1:0. Gegen Portugal zeigte man sich zwar stark verbessert, doch zu einem Punktgewinn sollte es nicht reichen. Gegen die Türkei konnte die Mannschaft erneut über weite Strecken überzeugen, verspielte aber in den letzten Minuten den sicher geglaubten Sieg und beendete die Vorrunde als Tabellendritter.
Gastgeber Schweiz konnte die Vorrunde nicht überstehen und stand bereits nach zwei Spieltagen als Gruppenletzter fest. Ein Abwehrfehler und eine schlechte Chancenverwertung bescherten der Mannschaft des Gastgebers eine unglückliche 0:1-Auftaktniederlage gegen Tschechien. Hinzu kam die Verletzung von Mannschaftskapitän Alexander Frei, für den das Turnier schon kurz vor der Halbzeitpause des Auftaktmatches aufgrund eines Innenbandabrisses am Knie vorzeitig beendet war. Im zweiten Spiel war der notwendige Sieg gegen die Türkei zum Greifen nahe, doch verlor man ein gutes Spiel wiederum unglücklich mit 1:2. Mit dem Sieg gegen Portugal am letzten Spieltag verabschiedete sich die Schweiz versöhnlich aus dem Turnier, ein Doppelpack von Hakan Yakin sorgte für das 2:0.

### Gruppe B
| Pl.                                                                                                | Land        | Sp. | S | U | N | Tore    | Diff. | Punkte |
| -------------------------------------------------------------------------------------------------- | ----------- | --- | - | - | - | ------- | ----- | ------ |
| 1.                                                                                                 | Kroatien    | 3   | 3 | 0 | 0 | 004:100 | +3    | 09     |
| 2.                                                                                                 | Deutschland | 3   | 2 | 0 | 1 | 004:200 | +2    | 06     |
| 3.                                                                                                 | Österreich  | 3   | 0 | 1 | 2 | 001:300 | −2    | 01     |
| 4.                                                                                                 | Polen       | 3   | 0 | 1 | 2 | 001:400 | −3    | 01     |
| * Für die Platzierung ist hier die Tordifferenz aus allen Gruppenspielen maßgeblich (siehe Modus). |             |     |   |   |   |         |       |        |

|                                          |   |             |           |
| 8. Juni 2008 um 18:00 Uhr in Wien        |   |             |           |
| Österreich                               | – | Kroatien    | 0:1 (0:1) |
| 8. Juni 2008 um 20:45 Uhr in Klagenfurt  |   |             |           |
| Deutschland                              | – | Polen       | 2:0 (1:0) |
| 12. Juni 2008 um 18:00 Uhr in Klagenfurt |   |             |           |
| Kroatien                                 | – | Deutschland | 2:1 (1:0) |
| 12. Juni 2008 um 20:45 Uhr in Wien       |   |             |           |
| Österreich                               | – | Polen       | 1:1 (0:1) |
| 16. Juni 2008 um 20:45 Uhr in Klagenfurt |   |             |           |
| Polen                                    | – | Kroatien    | 0:1 (0:0) |
| 16. Juni 2008 um 20:45 Uhr in Wien       |   |             |           |
| Österreich                               | – | Deutschland | 0:1 (0:0) |

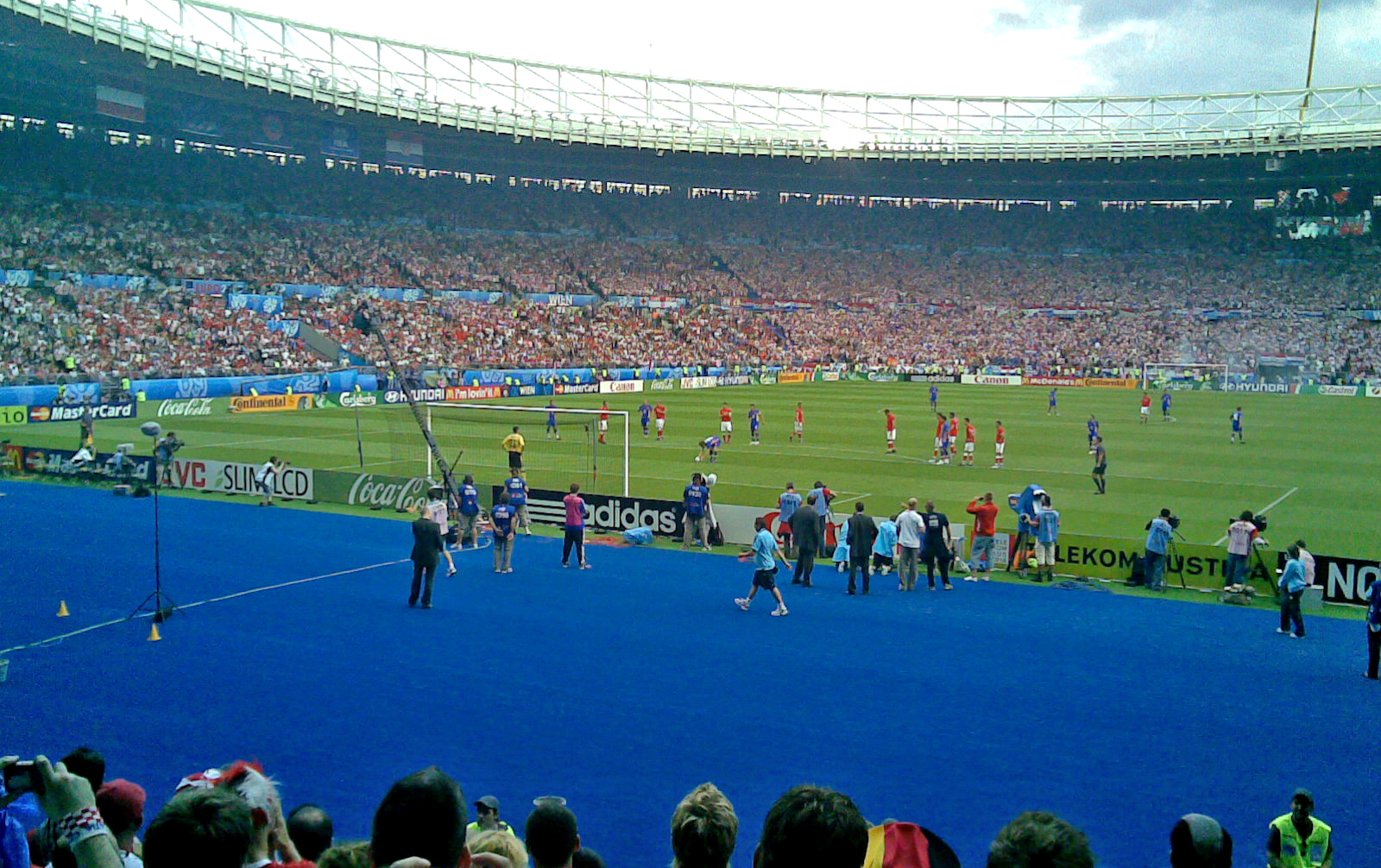
Der Elfmeter von Modrić beim Spiel Österreich gegen Kroatien

Kroatien qualifizierte sich als Erster mit insgesamt drei Siegen für das Viertelfinale. Im ersten Spiel reichte ein frühes Tor durch einen Foulelfmeter von Luka Modrić für einen knappen 1:0-Auftaktsieg gegen Österreich, wobei sich die Kroaten glücklich schätzen konnten, dass die Österreicher ihre Chancen in der zweiten Halbzeit nicht nutzten. Im zweiten Spiel gegen Deutschland trat die Mannschaft weitaus besser auf und gewann verdient mit 2:1 durch Tore von Darijo Srna und Ivica Olić. Damit stand Kroatien schon vor dem letzten Spiel gegen Polen als Gruppensieger fest und lief mit der „zweiten Garde“ auf, konnte jedoch auch hier überzeugen und Polen schlagen.
Deutschland überstand zum ersten Mal seit 1996 wieder die Vorrunde einer Europameisterschaft. Das erste Spiel gegen Polen wurde durch einen menschenverachtenden Artikel in der polnischen Boulevardpresse überschattet. In diesem Artikel wurden die deutschen Spieler mit abgeschlagenen Köpfen dargestellt. Deutschland lieferte gegen Polen eine vielversprechende Leistung ab. Lukas Podolski schoss beide Tore beim 2:0-Sieg und jubelte aus Respekt vor seinem Geburtsland Polen nicht über die Tore. Danach erlitt die deutsche Mannschaft eine Niederlage gegen Kroatien, es folgte aber ein 1:0-Sieg gegen Österreich. Einer der wenigen Höhepunkte in diesem Spiel war Michael Ballacks Freistoßtor, das in Deutschland zum Tor des Jahres gewählt wurde.
Österreich zeigte als einer der Gastgeber eine gute Moral und konnte in den ersten beiden Partien phasenweise auch spielerisch überzeugen, war letztendlich aber zu harmlos für das Weiterkommen. Gegen Kroatien hatte es eine knappe Niederlage gegeben. Im nächsten Spiel gingen die Polen in Führung, nachdem das Schiedsrichtergespann fälschlicherweise nicht auf Abseits erkannte. Nachdem im weiteren Verlauf erneut die Chancenverwertung zu bemängeln war, konnte Ivica Vastić in letzter Minute durch einen Foulelfmeter ausgleichen. Vor dem letzten Spiel besaß Österreich zwar noch die Möglichkeit auf das Viertelfinale, ein „zweites Córdoba“ – wie es in den Medien beschworen wurde – wollte gegen Deutschland jedoch nicht gelingen. In einem mäßigen Spiel unterlag Österreich durch Ballacks Freistoßtor mit 0:1.
Polen schied als Gruppenletzter aus. Gegen Deutschland konnte die Mannschaft phasenweise mithalten, verlor aber mit 0:2. Nach dem 1:1 gegen Österreich folgte zum Abschluss eine Niederlage gegen die kroatische Mannschaft, in der viele Stammspieler geschont wurden. Insgesamt konnte die Mannschaft nicht an die Leistungen aus der Qualifikation anknüpfen, in der die Mannschaft in einem Spiel sogar Portugal hatte schlagen können.

### Gruppe C
| Pl. | Land        | Sp. | S | U | N | Tore    | Diff. | Punkte |
| --- | ----------- | --- | - | - | - | ------- | ----- | ------ |
| 1.  | Niederlande | 3   | 3 | 0 | 0 | 009:100 | +8    | 09     |
| 2.  | Italien     | 3   | 1 | 1 | 1 | 003:400 | −1    | 04     |
| 3.  | Rumänien    | 3   | 0 | 2 | 1 | 001:300 | −2    | 02     |
| 4.  | Frankreich  | 3   | 0 | 1 | 2 | 001:600 | −5    | 01     |

|                                      |   |            |           |
| 9. Juni 2008 um 18:00 Uhr in Zürich  |   |            |           |
| Rumänien                             | – | Frankreich | 0:0       |
| 9. Juni 2008 um 20:45 Uhr in Bern    |   |            |           |
| Niederlande                          | – | Italien    | 3:0 (2:0) |
| 13. Juni 2008 um 18:00 Uhr in Zürich |   |            |           |
| Italien                              | – | Rumänien   | 1:1 (0:0) |
| 13. Juni 2008 um 20:45 Uhr in Bern   |   |            |           |
| Niederlande                          | – | Frankreich | 4:1 (1:0) |
| 17. Juni 2008 um 20:45 Uhr in Bern   |   |            |           |
| Niederlande                          | – | Rumänien   | 2:0 (0:0) |
| 17. Juni 2008 um 20:45 Uhr in Zürich |   |            |           |
| Frankreich                           | – | Italien    | 0:2 (0:1) |

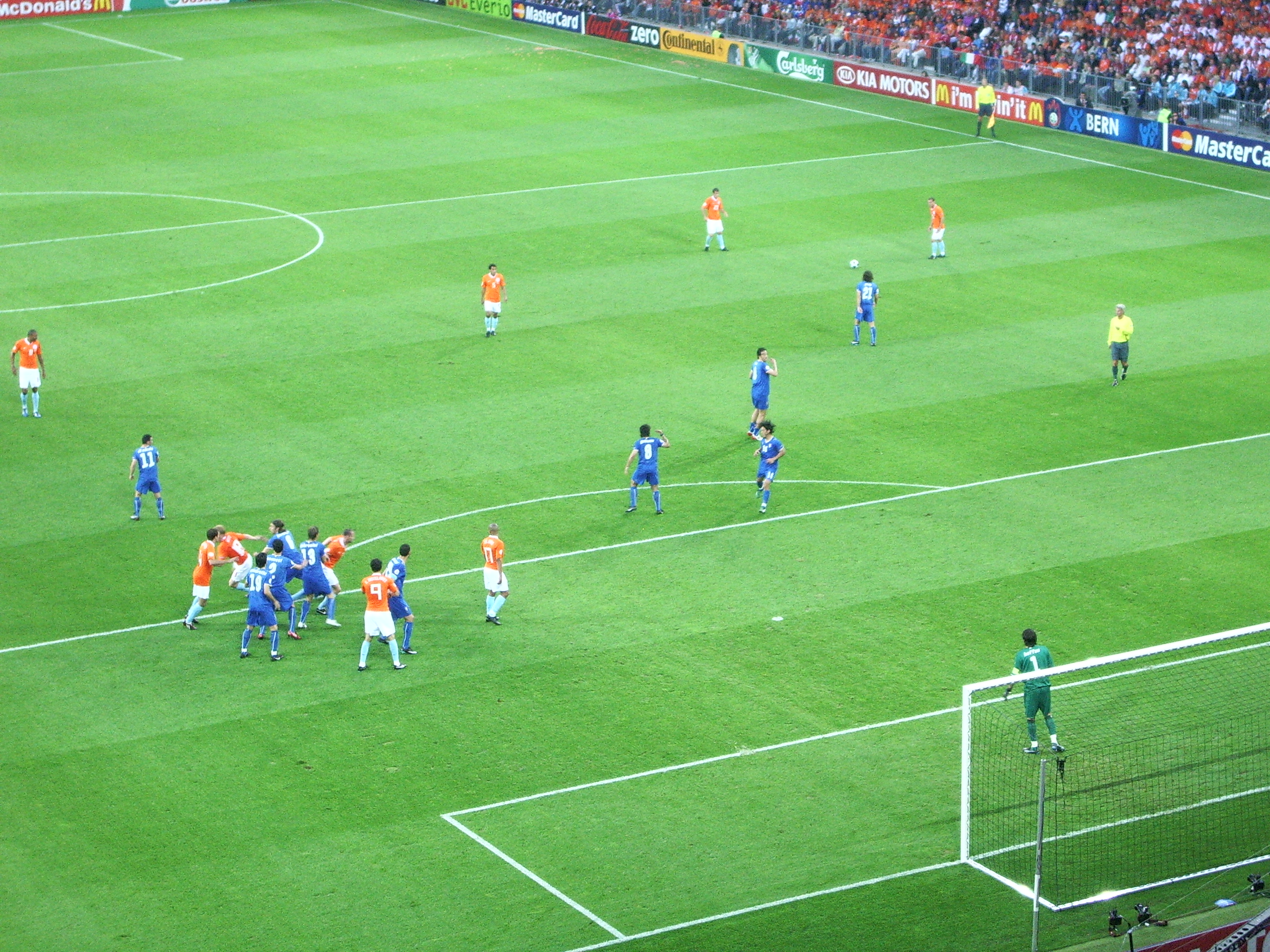
Freistoß im Spiel der Niederlande gegen Italien am 9. Juni 2008

Die Niederlande entwickelten sich in der „Todesgruppe C“ zu einem der Turnierfavoriten. Temporeicher Angriffs- und Konterfußball führte zu zwei deutlichen Siegen gegen Weltmeister Italien und Vize-Weltmeister Frankreich. Die vor dem Turnier hoch gelobte Verteidigung der beiden Mannschaften präsentierte sich gegen die niederländischen Stürmer in weiten Teilen überfordert und hätte sogar noch deutlich mehr Treffer kassieren können. Mit dem schnellen Spiel nach vorne konnten die Niederlande eigene Schwächen in der Defensive kaschieren. Die deutlichen Ergebnisse resultierten daraus, dass die gegnerischen Stürmer zahlreiche gute Chancen vergaben und Torhüter Edwin van der Sar sehr sicher spielte. Da den Niederlanden der Gruppensieg nach den ersten beiden Spielen nicht mehr zu nehmen war, lief im letzten Spiel gegen Rumänien eine B-Mannschaft auf. Gegen eine enttäuschende rumänische Elf, die den unbedingten Siegeswillen vermissen ließ, gewann die „Elftal“ verdient mit 2:0.
Italien erwischte einen katastrophalen Fehlstart ins Turnier. Der Ausfall von Fabio Cannavaro bedeutete eine erhebliche Schwächung der Defensive, die bei der WM 2006 noch das italienische Prunkstück war. Die zahlreichen Fehler wurden im ersten Spiel von den Niederländern ausgenutzt. Nach einer umstrittenen, aber korrekten Abseitsentscheidung zum 0:1 und dem 0:2-Pausenrückstand, hatte man in der zweiten Halbzeit mehrere Chancen, doch fehlte den Italienern die nötige Ruhe und Cleverness, um van der Sar zu überwinden. Allerdings erholte sich die erfahrene Mannschaft schnell von dieser Niederlage und präsentierte sich einige Tage später im Spiel gegen Rumänien stark verbessert. Das hochklassige Spiel endete letztlich mit einem Unentschieden; Keeper Buffon wehrte in der Schlussphase einen Elfmeter von Adrian Mutu ab. Das abschließende Spiel gegen Frankreich wurde mit 2:0 gewonnen; speziell die italienische Defensive fand gegen eine schwache französische Mannschaft zu alter Stärke zurück.
Nach der starken Qualifikation und einigen guten Testspielen zeigte Rumänien auch bei der EM einige respektable Leistungen. Gegen eine passive, uninspirierte französische Mannschaft hatte die rumänische Elf wenig Mühe, ein 0:0 zu sichern. Auch gegen Italien war man ein ebenbürtiger Gegner und hatte durch einen Elfmeter in der Schlussphase, den Gianluigi Buffon jedoch parierte, sogar die Chance auf den Sieg. Im abschließenden Spiel gegen die „zweite Garde“ der Niederländer enttäuschte die Mannschaft allerdings und kassierte eine verdiente Niederlage, obwohl ihr bei einem Sieg der zweite Platz nicht zu nehmen gewesen wäre.
Frankreich stellte eine der größten Enttäuschungen der EM dar. Nach der katastrophalen WM 2002 und der kaum besseren EM 2004 hatte man bei der WM 2006 das Endspiel erreicht, wo man erst im Elfmeterschießen unterlag. Doch dem Vizeweltmeister gelang wieder kein gutes Turnier. Die Mannschaft trat insgesamt zu passiv, ungefährlich und phantasielos auf, versprühte praktisch nie Torgefahr und wurde für ihre Fehler in der Defensive hart bestraft.

### Gruppe D
| Pl. | Land         | Sp. | S | U | N | Tore    | Diff. | Punkte |
| --- | ------------ | --- | - | - | - | ------- | ----- | ------ |
| 1.  | Spanien      | 3   | 3 | 0 | 0 | 008:300 | +5    | 09     |
| 2.  | Russland     | 3   | 2 | 0 | 1 | 004:400 | ±0    | 06     |
| 3.  | Schweden     | 3   | 1 | 0 | 2 | 003:400 | −1    | 03     |
| 4.  | Griechenland | 3   | 0 | 0 | 3 | 001:500 | −4    | 0      |

|                                         |   |          |           |
| 10. Juni 2008 um 18:00 Uhr in Innsbruck |   |          |           |
| Spanien                                 | – | Russland | 4:1 (2:0) |
| 10. Juni 2008 um 20:45 Uhr in Salzburg  |   |          |           |
| Griechenland                            | – | Schweden | 0:2 (0:0) |
| 14. Juni 2008 um 18:00 Uhr in Innsbruck |   |          |           |
| Schweden                                | – | Spanien  | 1:2 (1:1) |
| 14. Juni 2008 um 20:45 Uhr in Salzburg  |   |          |           |
| Griechenland                            | – | Russland | 0:1 (0:1) |
| 18. Juni 2008 um 20:45 Uhr in Salzburg  |   |          |           |
| Griechenland                            | – | Spanien  | 1:2 (1:0) |
| 18. Juni 2008 um 20:45 Uhr in Innsbruck |   |          |           |
| Russland                                | – | Schweden | 2:0 (1:0) |

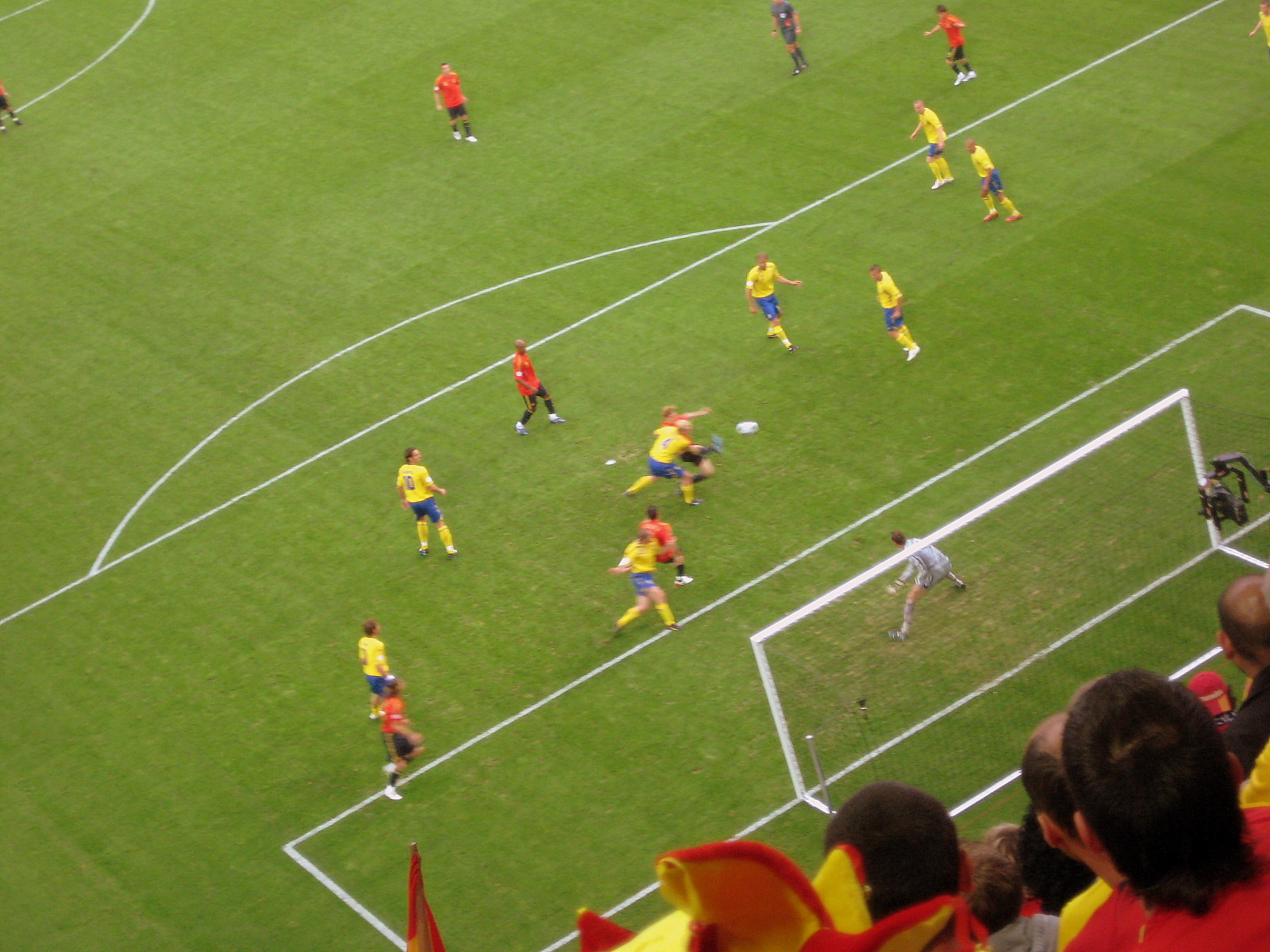
Fernando Torres erzielt in der Partie Spanien gegen Schweden am 14. Juni 2008 das 1:0 für Spanien

Spanien hatte einen erfolgreichen Start gegen Russland. David Villa erzielte drei Tore in der ersten Partie. Weitaus schwerer tat sich die Mannschaft im zweiten Spiel gegen Schweden. Mit einem Tor in der Nachspielzeit sicherten sich die Spanier den Sieg. Die B-Mannschaft Spaniens spielte im letzten Gruppenspiel erfolgreich gegen Griechenland.
Russland erholte sich schnell wieder von der Auftaktniederlage und rehabilitierte sich mit einem ungefährdeten Erfolg gegen Griechenland. Aufgrund der schlechteren Tordifferenz musste das letzte Spiel gegen Schweden gewonnen werden, was mit einer starken Leistung gelang. Damit sicherte sich Russland den zweiten Platz in der Gruppe.
Schweden konnte im Auftaktspiel gegen Griechenland nicht überzeugen und gewann als die stärkere von zwei schwachen Mannschaften mit 2:0. Auf die Niederlage gegen Spanien folgte eine schlechte Vorstellung gegen Russland, die die Mannschaft mit dem Ausscheiden bezahlte.
Titelverteidiger Griechenland schied bereits in der Vorrunde aus. Nach einer katastrophalen Vorstellung gegen Schweden folgte ein kaum besserer Auftritt gegen Russland und am Ende sogar noch eine Niederlage gegen die spanische B-Mannschaft. Als erster Titelverteidiger verabschiedeten sich die Griechen ohne Punkte aus dem Turnier, obwohl sie in der Qualifikation noch mehr Punkte erzielt hatten als jede andere Mannschaft.

## Finalrunde
|  | Viertelfinale    | Viertelfinale    |  |  | Halbfinale       | Halbfinale       |   |  | Finale | Finale |
|  |                  |                  |  |  |                  |                  |   |  |        |        |
|  | 19. Juni – Basel |                  |  |  |                  |                  |   |  |        |        |
|  | Portugal         | 2                |  |  | 25. Juni – Basel | 25. Juni – Basel |   |  |        |        |
|  | Deutschland      | 3                |  |  | Deutschland      | 3                |   |  |        |        |
|  | 20. Juni – Wien  | 20. Juni – Wien  |  |  | Türkei           | 2                |   |  |        |        |
|  | Kroatien         | 1 (1)            |  |  | 29. Juni – Wien  | 29. Juni – Wien  |   |  |        |        |
|  | Türkei           | 21 (3)2          |  |  | Deutschland      | 0                |   |  |        |        |
|  | 21. Juni – Basel | 21. Juni – Basel |  |  |                  | Spanien          | 1 |  |        |        |
|  | Niederlande      | 1 (1)            |  |  | 26. Juni – Wien  | 26. Juni – Wien  |   |  |        |        |
|  | Russland         | 11 (3)1          |  |  | Russland         | 0                |   |  |        |        |
|  | 22. Juni – Wien  | 22. Juni – Wien  |  |  | Spanien          | 3                |   |  |        |        |
|  | Spanien          | 20 (4)2          |  |  |                  |                  |   |  |        |        |
|  | Italien          | 0 (2)            |  |  |                  |                  |   |  |        |        |

1 Sieg nach Verlängerung
2 Sieg im Elfmeterschießen

### Viertelfinale
|                                                                |   |             |                                 |
| Do., 19. Juni 2008 um 20:45 Uhr in Basel (St. Jakob-Park)      |   |             |                                 |
| Portugal                                                       | – | Deutschland | 2:3 (1:2)                       |
| Fr., 20. Juni 2008 um 20:45 Uhr in Wien (Ernst-Happel-Stadion) |   |             |                                 |
| Kroatien                                                       | – | Türkei      | 1:1 n. V. (0:0, 0:0), 2:4 i. E. |
| Sa., 21. Juni 2008 um 20:45 Uhr in Basel (St. Jakob-Park)      |   |             |                                 |
| Niederlande                                                    | – | Russland    | 1:3 n. V. (1:1, 0:0)            |
| So., 22. Juni 2008 um 20:45 Uhr in Wien (Ernst-Happel-Stadion) |   |             |                                 |
| Spanien                                                        | – | Italien     | 0:0 n. V., 4:2 i. E.            |

Im ersten Viertelfinale war Bundestrainer Löw gesperrt und wurde von Hansi Flick vertreten. Die Mannschaften aus Portugal und Deutschland begannen zunächst ein sehr taktisches, aber dennoch schnelles Spiel, welches zu großen Teilen im Mittelfeld stattfand. In der 22. Minute ging Deutschland nach einer Doppelpassabfolge im Mittelfeld und Flanke von Lukas Podolski durch ein Tor von Schweinsteiger mit 1:0 in Führung. Das 2:0 durch Klose folgte in der 26. Minute nach einem von Schweinsteiger ausgeführten Freistoß. Es folgte eine Drangperiode der Portugiesen, die in der 40. Minute zum Anschlusstreffer führte. Cristiano Ronaldo tauchte halblinks vor dem deutschen Torwart Jens Lehmann auf, der dessen Schuss zunächst parieren konnte, beim Nachschuss von Nuno Gomes jedoch keine Abwehrmöglichkeit mehr hatte. Auch nach der Pause startete Portugal mit viel Druck. Der deutschen Elf gelang dennoch in der 61. Minute das 3:1 durch einen Kopfball von Ballack – wieder durch einen Schweinsteiger-Freistoß vorbereitet. Etwas Glück hatte die deutsche Mannschaft, dass ein Schubser durch Ballack im Vorfeld seines Kopfballtores, der auch als Stürmerfoul an Ferreira hätte interpretiert werden können, vom Schiedsrichter nicht geahndet wurde. Die Portugiesen starteten nun mehrfach Angriffe auf das deutsche Tor. In der 87. Minute gelang es schließlich Postiga, durch einen Kopfball aus kurzer Distanz erneut auf 3:2 zu verkürzen. Deutschland brachte die knappe Führung in der dramatischen und hektischen Schlussphase über die Zeit und qualifizierte sich für das Halbfinale.
Deutschlands Halbfinalgegner wurde im Spiel zwischen Kroatien und der Türkei ermittelt. In einem zunächst chancenarmen Spiel für die Türkei hatte Kroatien hingegen große Probleme die sich bietenden Chancen zu nutzen. In der zweiten Halbzeit waren die Mannschaften ausgeglichener aber auch defensiver aufgestellt, so dass es mit einem Stand von 0:0 in die Verlängerung ging. Nachdem in der 119. Minute alles nach einem Elfmeterschießen aussah, nutzte Luka Modrić einen Fehler von Rüştü, um auf Klasnić zu passen, der zum 1:0 für Kroatien einköpfte. Doch nur drei Minuten später, kurz vor Ende der Nachspielzeit der Verlängerung, gelangte der Ball nach einem weiten Abschlag von Rüştü und einigen Ballberührungen verschiedener Spieler zu Semih, der den Ausgleich erzielte. Im Elfmeterschießen versagten den Kroaten die Nerven. Während alle türkischen Schützen trafen, schossen Modrić und Rakitić neben das Tor. Rüştü parierte schließlich gegen Mladen Petrić.
Im dritten Viertelfinalspiel zwischen den Niederlanden und Russland hatten die Russen in der ersten Hälfte deutlich mehr vom Spiel, konnten ihre Torchancen jedoch nicht nutzen. Nach der Pause gestalteten die Niederländer das Spiel zunächst deutlich offener, mussten aber in der 56. Minute nach einem schnellen Spielzug das 0:1 durch Roman Pawljutschenko hinnehmen. Nach der Führung ließen die Russen die Mannschaft der Niederlande immer weniger ins Spiel kommen und hatten nach schnellen Kontern weitere Torchancen. In der 86. Minute gelang den Niederlanden nach einem Freistoß von Sneijder dennoch das 1:1 durch einen Kopfball von Ruud van Nistelrooy, was auch der Stand nach Ende der regulären Spielzeit war. Auch in der Verlängerung blieb die Mannschaft Russlands spielbestimmend. In der 112. Minute gelang ihnen dann das 2:1 durch Torbinski. Vier Minuten später war das Spiel durch den Treffer Arschawins zum 3:1 endgültig entschieden.
Im letzten Viertelfinale trafen Spanien und Italien aufeinander. Auf Seiten der Italiener machte sich das Fehlen des gelbgesperrten Andrea Pirlo negativ bemerkbar. Nach einer von Taktik geprägten Partie mit wenigen Höhepunkten musste das Elfmeterschießen entscheiden. Hier setzte sich Spanien mit 4:2 durch. Den entscheidenden Elfmeter verwandelte Cesc Fàbregas. Er beendete damit den spanischen „Viertelfinal-Fluch“ (die spanische Mannschaft war zuvor bereits am 22. Juni der Jahre 1986, 1996 und 2002 im Viertelfinale nach Elfmeterschießen aus Welt- und Europameisterschaftsturnieren ausgeschieden) und nach 24 Jahren zog die Spanische Nationalmannschaft wieder in ein Halbfinale ein (zuletzt das Finale 1984).
Bemerkenswert war, dass mit Spanien nur einer der vier Gruppensieger den Einzug in das Halbfinale schaffte. Aus der vermeintlich stärksten Gruppe C erreichte keine Mannschaft die nächste Runde, die Niederlande und Italien scheiterten an Russland bzw. Spanien. Dabei standen alle Gruppensieger bereits nach dem zweiten Spieltag fest, so dass die Trainer ihre besten Spieler im 3. Spiel nicht mehr einsetzen mussten, wohingegen die Gruppenzweiten erst am letzten Spieltag der Gruppenphase ermittelt wurden.

### Halbfinale
|                                                                |   |         |           |
| Mi., 25. Juni 2008 um 20:45 Uhr in Basel (St. Jakob-Park)      |   |         |           |
| Deutschland                                                    | – | Türkei  | 3:2 (1:1) |
| Do., 26. Juni 2008 um 20:45 Uhr in Wien (Ernst-Happel-Stadion) |   |         |           |
| Russland                                                       | – | Spanien | 0:3 (0:0) |

Deutschland begann im Halbfinalspiel gegen die Türkei relativ nervös. Die Türken kamen zunächst besser ins Spiel, und daraus resultierte in der 22. Minute der Führungstreffer durch Uğur Boral. Vier Minuten später glich Deutschland aus, als Lukas Podolski von der linken Seite auf Bastian Schweinsteiger flankte, der aus kurzer Distanz traf. In der zweiten Halbzeit wurde das Spiel kampfbetonter, klare Torchancen blieben aber aus. Elf Minuten vor Spielende gelang Miroslav Klose durch einen Kopfball nach Flanke von Philipp Lahm das 2:1. In der Schlussphase glich die Türkei durch ein Tor von Semih Şentürk in der 86. Minute zunächst aus. Den 3:2-Endstand stellte Philipp Lahm in der 90. Minute nach Doppelpass mit Thomas Hitzlsperger durch einen Treffer in die linke obere Ecke des Tors her.
Aufgrund von gewitterbedingten Stromschwankungen im Millisekundenbereich und einer fehlerhaften Notstromversorgung im internationalen EM-Fernsehzentrum der UEFA in Wien (International Broadcast Centre (IBC)) wurde das internationale Fernsehsignal des Spiels weltweit zweimal unterbrochen, da sich die Computer des Master Control Rooms im IBC bei jeder dieser kurzen Schwankungen abschalteten und erst wieder hochgefahren werden mussten. Das ZDF sendete zwischenzeitlich nur einen Livekommentar, der per Telefon in das Studio übertragen wurde. Während des zweiten Bildausfalls sendeten ZDF und ORF Material des Schweizer Senders SF, der ein direktes Übertragungssignal vom Stadion in Basel erhielt. Im ZDF war das Bild um etwa drei Sekunden zeitlich vom Ton versetzt, so dass ein Tor bereits kommentiert wurde, während dieses im Bild noch nicht zu sehen war. Die Public-Viewing-Vorführungen außerhalb der Schweiz waren von den Bildstörungen ebenfalls betroffen. Das Unwetter mit begleitenden Stürmen über 80 Kilometer pro Stunde in Wien sorgte dort zusätzlich für einen vorzeitigen Abbruch des Public Viewings.
Das zweite Halbfinale zwischen Russland und Spanien am darauffolgenden Tag in Wien begann, während ein weiteres schweres Unwetter mit strömendem Gewitterregen über der österreichischen Hauptstadt niederbrach. Die schlechten Platzverhältnisse verhinderten während der ersten Halbzeit zwingende Aktionen; zur Pause stand es 0:0. In der 50. Minute – der Regen hatte zwischenzeitlich nachgelassen – vollendete der spanische Mittelfeldspieler Xavi eine Vorlage von Iniesta zum 1:0. In der 72. Minute hob der einige Minuten zuvor eingewechselte Güiza den Ball über den russischen Torhüter Akinfejew hinweg zum 2:0. Das 3:0 gelang Silva in der 82. Minute.

### Finale
| Deutschland                                                        | Deutschland | Spanien | Spanien | Aufstellung                           |
| ------------------------------------------------------------------ | --- | --- | ------- | ------------------------------------- |
| Deutschland                                                        | \| Sonntag, 29. Juni 2008 um 20:45 Uhr in Wien (Ernst-Happel-Stadion) \| \| Ergebnis: 0:1 \| \| Zuschauer: 51.428 (ausverkauft) \| \| Schiedsrichter: Roberto Rosetti ( Italien) \| | \| Sonntag, 29. Juni 2008 um 20:45 Uhr in Wien (Ernst-Happel-Stadion) \| \| Ergebnis: 0:1 \| \| Zuschauer: 51.428 (ausverkauft) \| \| Schiedsrichter: Roberto Rosetti ( Italien) \|                                                                 | Spanien | Aufstellung Deutschland gegen Spanien |
| Deutschland                                                        | Jens Lehmann – Arne Friedrich, Per Mertesacker, Christoph Metzelder, Philipp Lahm (46. Marcell Jansen) – Torsten Frings, Thomas Hitzlsperger (58. Kevin Kurányi) – Bastian Schweinsteiger, Michael Ballack , Lukas Podolski – Miroslav Klose (79. Mario Gómez) Cheftrainer: Joachim Löw | Iker Casillas – Sergio Ramos, Carlos Marchena, Carles Puyol, Joan Capdevila – Marcos Senna – Andrés Iniesta, Xavi, Cesc Fàbregas (63. Xabi Alonso), David Silva (66. Santi Cazorla) – Fernando Torres (78. Daniel Güiza) Cheftrainer: Luis Aragonés | Spanien | Aufstellung Deutschland gegen Spanien |
| Deutschland                                                        | 0:1 Fernando Torres (33.) | | Spanien | Aufstellung Deutschland gegen Spanien |
| Deutschland                                                        | Michael Ballack (43.), Kevin Kurányi (88.) | Iker Casillas (43.), Fernando Torres (74.) | Spanien | Aufstellung Deutschland gegen Spanien |
| Deutschland                                                        | Spieler des Spiels: Fernando Torres (Spanien) | | Spanien | Aufstellung Deutschland gegen Spanien |
| Sonntag, 29. Juni 2008 um 20:45 Uhr in Wien (Ernst-Happel-Stadion) | | |         |                                       |
| Ergebnis: 0:1                                                      | | |         |                                       |
| Zuschauer: 51.428 (ausverkauft)                                    | | |         |                                       |
| Schiedsrichter: Roberto Rosetti ( Italien)                         | | |         |                                       |

Die spanische Mannschaft begann nervös und Deutschland startete vergleichsweise stark, doch nach zehn Minuten dominierte Spanien und kam zu einigen Chancen, während der deutschen Mannschaft einige Fehlpässe unterliefen. In der 15. Minute fälschte Metzelder einen Schuss von Iniesta ab, sodass ihm fast ein Eigentor unterlief. Sergio Ramos flankte in der 23. Minute auf Torres, dessen Kopfball an den Pfosten ging. Die Schwächephase der deutschen Mannschaft führte in der 33. Spielminute zum 0:1 durch Fernando Torres. In der 35. Spielminute flankte Iniesta und David Silva kam zum Schuss, der Ball ging jedoch über das Tor. In der zweiten Hälfte gewann Spanien zunehmend an Spielanteilen, hatte in der 55. Minute durch Xavi die Chance, zu erhöhen, als Torres frei auf Xavi passte und dieser das lange Eck knapp verfehlte. Spanien, das sich durch einen schnellen Spielstil auszeichnete und Druck auf die deutsche Mannschaft ausübte, erspielte sich noch weitere Chancen. Am Ende blieb es beim 1:0.

## Europameister Spanien
Pressestimmen zum Finale der Europameisterschaft 2008

„Campeones!!! Spanien verführt Europa! Es war herrlich, gerecht und notwendig.“
AS, Spanien
„Endlich Champions! Es gibt viele Wege, die zum Erfolg führen – aber selten war ein Erfolg so verdient wie dieses Mal.“
El Pais, Spanien
„Schade, Jogi! Kopf hoch, Jungs! Die Spanier waren besser“
Express, Deutschland
„Zehn Minuten bringen nicht den Titel. Nach starkem Beginn ging die Orientierung verloren: Deutschland unterliegt Spanien hochverdient.“
Süddeutsche Zeitung, Deutschland
„Spanien gekrönt. Das ist die Mannschaft, die den besten Fußball seit langem spielt“
L’Equipe, Frankreich
„Ballack, ein verwünschter Kapitän.“
Le Parisien, Frankreich
„Aragonés ist wirklich ein Meisterwerk gelungen.“
Gazetta dello Sport, Italien
„Für Spanien könnte eine große Ära beginnen.“
The Mirror, England
Mit dem Schlusspfiff des Finales in Wien am 29. Juni 2008 um 22:42 Uhr wurde Spanien zum zweiten Mal nach 1964 Fußball-Europameister. Zum Kader der von Trainer Luis Aragonés betreuten Mannschaft gehörten insgesamt 23 Spieler, von denen 22 das Turnier bestritten.
Während der EM 2008 kamen folgende Spieler zum Einsatz:
| Torhüter                 | Abwehr | Mittelfeld                                                                                           | Stürmer                                                |
| ------------------------ | --- | --- | ------------------------------------------------------ |
| Iker Casillas Pepe Reina | Carlos Marchena Carles Puyol Raúl Albiol Fernando Navarro Joan Capdevila Sergio Ramos Álvaro Arbeloa Juanito | Marcos Senna Xavi Cesc Fàbregas Andrés Iniesta Santi Cazorla Xabi Alonso David Silva Rubén de la Red | Fernando Torres David Villa Sergio García Daniel Güiza |

Außerdem war der dritte Torwart Andrés Palop im Kader, bestritt jedoch kein Spiel.
Die Mannschaft Spaniens galt als das mit Abstand beste Team der EM 2008. Spanien, das bereits vor der Europameisterschaftsendrunde 16 Mal in Folge unbesiegt blieb, konnte auch während des Turniers alle sechs Spiele gewinnen. Verantwortlich für den Erfolg war vor allem die technische Qualität der spanischen Spieler, ihr „Tiki-Taka“ genanntes Kurzpassspiel sowie die Fähigkeit selbst unter enormem Druck den Ball zu behaupten.
Sicherer Rückhalt im Tor der Spanier war Iker Casillas. Davor kamen in der Abwehr meist die beiden Innenverteidiger Puyol und Marchena, sowie außen Ramos und Capdevila zum Einsatz.
Das Mittelfeld um den zum besten Turnierspieler gewählten Xavi, der das Tempo im spanischen Spiel bestimmte, war das Glanzstück der Mannschaft. Neben Xavi spielten die ebenfalls in UEFA-Allstarteam gewählten Senna, Fàbregas sowie Iniesta. Hinzu kam David Silva.
Auch im Angriff war Spanien mit Fernando Torres und David Villa die beste Mannschaft des Turniers.

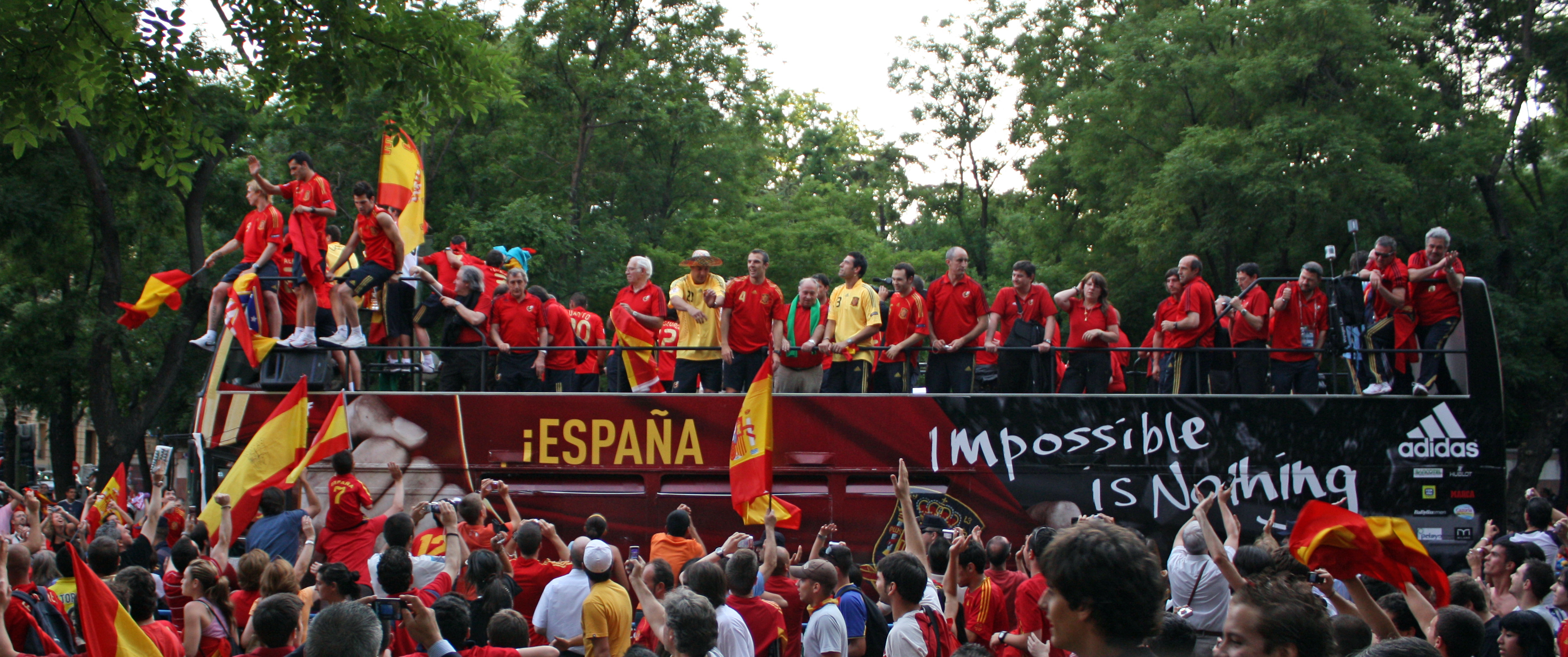
Die Mannschaft Spaniens bei ihrem Empfang in Madrid

Der Sieg der Nationalelf wurde in Spanien überschwänglich und in allen Landesteilen gefeiert. Am Tag nach dem Endspiel kehrte die spanische Mannschaft am Abend in die Heimat zurück, wo ihnen Hunderttausende einen triumphalen Empfang bereiteten. Vom Madrider Flughafen Barajas fuhr die Mannschaft in einem offenen Bus auf den von unzähligen Fans gesäumten Straßen zur Plaza de Colón im Zentrum der spanischen Hauptstadt. Dort wurde der neue Europameister von 65.000 Anhängern gefeiert.
Am darauf folgenden Tag wurde die „Selección“ im Zarzuela-Palast von König Juan Carlos und Königin Sofía empfangen und danach vom spanischen Ministerpräsidenten José Luis Rodríguez Zapatero in dessen Amtssitz geehrt.
Für den Gewinn des Europameistertitels erhielt jeder spanische Akteur 214.000 Euro vom spanischen Fußballverband.

## Torschützenliste (Endrunde)
Torschützenkönig bei dieser Europameisterschaft wurde der Spanier David Villa, der als einziger Spieler vier Tore im gesamten Turnier erzielte und zudem mit dem Sieg im Finale gegen Deutschland auch noch Europameister mit Spanien wurde. Die vier erzielten Tore bedeuteten die geringste Trefferzahl eines EM-Torschützenkönigs seit der Aufstockung der Europameisterschaft auf 16 Mannschaften im Jahr 1996. Bemerkenswert war, dass Villa alle seine Turniertore bereits in den ersten beiden Partien erzielte. Drei der vier Tore schoss er beim 4:1 im Auftaktspiel der Gruppe D gegen Russland. Das vierte gelang ihm im zweiten Spiel gegen Schweden, als er in der Nachspielzeit den entscheidenden Treffer zum 2:1-Sieg erzielte.
Mit jeweils drei Treffern während des Turniers schafften es der deutsche Nationalspieler Lukas Podolski, der Schweizer Hakan Yakin, Roman Pawljutschenko aus Russland und Semih Şentürk aus der Türkei auf den zweiten Platz.
Dazu gab es 13 Spieler, die zweimal trafen und 35 Spieler, denen ein Tor gelang. Darunter waren die Deutschen Michael Ballack, Miroslav Klose sowie Bastian Schweinsteiger mit jeweils zwei Toren und Philipp Lahm mit einem Tor. Den einzigen österreichischen Treffer schoss Ivica Vastić, der zu diesem Zeitpunkt 38 Jahre und 257 Tage alt war und damit zum ältesten EM-Torschützen aller Zeiten wurde. Alle drei Tore der Schweiz wurden durch Hakan Yakin erzielt.
| Rang | Spieler                | Tore |
| ---- | ---------------------- | ---- |
| 1    | David Villa            | 4    |
| 2    | Lukas Podolski         | 3    |
|      | Roman Pawljutschenko   | 3    |
|      | Hakan Yakin            | 3    |
|      | Semih Şentürk          | 3    |
| 6    | Michael Ballack        | 2    |
|      | Miroslav Klose         | 2    |
|      | Bastian Schweinsteiger | 2    |
|      | Ivan Klasnić           | 2    |
|      | Wesley Sneijder        | 2    |
|      | Ruud van Nistelrooy    | 2    |
|      | Robin van Persie       | 2    |
|      | Andrei Arschawin       | 2    |
|      | Zlatan Ibrahimović     | 2    |
|      | Daniel Güiza           | 2    |
|      | Fernando Torres        | 2    |
|      | Arda Turan             | 2    |
|      | Nihat Kahveci          | 2    |
| 19   | Philipp Lahm           | 1    |
|      | Thierry Henry          | 1    |
|      | Angelos Charisteas     | 1    |
|      | Daniele De Rossi       | 1    |
|      | Christian Panucci      | 1    |
|      | Andrea Pirlo           | 1    |
|      | Luka Modrić            | 1    |
|      | Ivica Olić             | 1    |
|      | Darijo Srna            | 1    |

| Rang | Spieler                  | Tore |
| ---- | ------------------------ | ---- |
| 19   | Giovanni van Bronckhorst | 1    |
|      | Dirk Kuyt                | 1    |
|      | Arjen Robben             | 1    |
|      | Klaas-Jan Huntelaar      | 1    |
|      | Ivica Vastić             | 1    |
|      | Roger Guerreiro          | 1    |
|      | Deco                     | 1    |
|      | Nuno Gomes               | 1    |
|      | Raúl Meireles            | 1    |
|      | Pepe                     | 1    |
|      | Hélder Postiga           | 1    |
|      | Ricardo Quaresma         | 1    |
|      | Cristiano Ronaldo        | 1    |
|      | Adrian Mutu              | 1    |
|      | Konstantin Syrjanow      | 1    |
|      | Dmitri Torbinski         | 1    |
|      | Petter Hansson           | 1    |
|      | Cesc Fàbregas            | 1    |
|      | Rubén de la Red          | 1    |
|      | David Silva              | 1    |
|      | Xavi                     | 1    |
|      | Libor Sionko             | 1    |
|      | Václav Svěrkoš           | 1    |
|      | Jan Koller               | 1    |
|      | Jaroslav Plašil          | 1    |
|      | Uğur Boral               | 1    |

Torschützenkönig des gesamten Wettbewerbs wurde der Nordire David Healy mit 13 Toren, die er allerdings nur in der Qualifikation erzielte, da sich Nordirland nicht für die Endrunde qualifizieren konnte.

## UEFA-All-Star-Team
Seit der Europameisterschaft 1996 stellt eine Expertenkommission der UEFA ein All-Star-Team mit den 23 besten Spielern des Turniers zusammen. Verantwortlich für die Wahl der offiziellen Mannschaft des Turniers ist die aus erfahrenen Trainern bestehende technische Studiengruppe, welche die technische Entwicklung während der EM-Endrunde analysiert und in einem Abschlussbericht zusammenstellt. Die Kriterien bei der Wahl des All-Star-Teams sind Teamgeist, Technik, Abwehr- oder Torjägerqualitäten. Der unter dem Vorsitz des Schotten Andy Roxburgh stehenden Expertenkommission gehörten unter anderem Jean-Paul Brigger, Roy Hodgson und Holger Osieck an.
Als bester Spieler des Turniers wurde der Spanier Xavi ausgezeichnet. Die Wahl des Mittelfeldspielers vom FC Barcelona erschien der Technikkommission, in deren Entscheidung zum Teil auch Abstimmungsergebnisse im Internet einflossen, als logische Konsequenz aus dem Auftritt der in allen sechs Europameisterschaftsspielen erfolgreichen Spanier. Xavi habe den Stil der erfolgreichen Spanischen Mannschaft am besten repräsentiert. „Er war sehr einflussreich“ und „bestimmte das Tempo im spanischen Spiel“, begründete der Schotte Andy Roxburgh die Wahl.
In der 23 Spieler umfassenden offiziellen Mannschaft des Turniers fanden sich neben Xavi noch acht weitere Europameister:
| Torhüter                                         | Abwehr                                                                     | Mittelfeld | Stürmer                                                           | Bester Spieler |
| ------------------------------------------------ | -------------------------------------------------------------------------- | --- | ----------------------------------------------------------------- | -------------- |
| Iker Casillas Gianluigi Buffon Edwin van der Sar | Carlos Marchena Carles Puyol Philipp Lahm José Bosingwa Pepe Juri Schirkow | Marcos Senna Xavi Cesc Fàbregas Andrés Iniesta Michael Ballack Lukas Podolski Hamit Altıntop Konstantin Syrjanow Luka Modrić Wesley Sneijder | Fernando Torres David Villa Andrei Arschawin Roman Pawljutschenko | Xavi           |

## Schiedsrichter

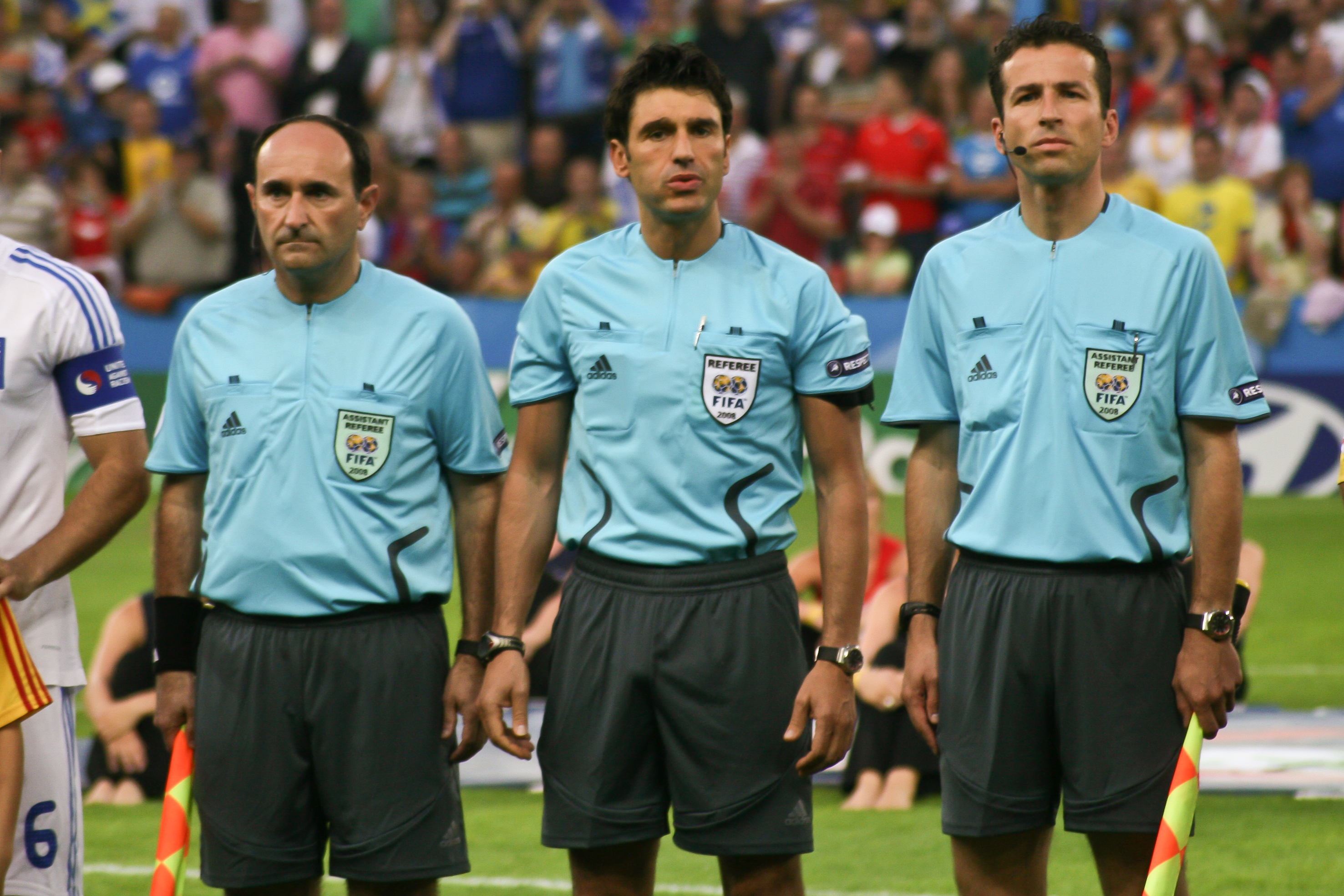
Massimo Busacca (Mitte) mit seinen Assistenten

Am 19. Dezember 2007 wurden die Offiziellen der Fußball-Europameisterschaft 2008 bekanntgegeben. Die Schiedsrichterkommission der UEFA berief 12 Schiedsrichter und 24 Schiedsrichterassistenten. Um bestmöglich miteinander zu kooperieren, setzten sich die Gespanne wie bereits bei der Europameisterschaft 2004 aus Schiedsrichtern und Assistenten des jeweils gleichen Landes zusammen. Hinzu kamen acht vierte Offizielle.
Die Halbfinal-Spiele wurden von Massimo Busacca und Frank De Bleeckere geleitet. Im Finale war Roberto Rosetti der Schiedsrichter.
Die ausgewählten 44 Offiziellen nahmen vom 14. bis 17. April 2008 an einem Vorbereitungsseminar teil, bei dem sie sich einem Fitnesstest unterzogen und spezielle Instruktionen hinsichtlich der EM-Endrunde erhielten. Während der EM 2008 waren die Schiedsrichter bis zum ersten Halbfinale am 25. Juni 2008 im Hotel Mövenpick im Schweizer Regensdorf untergebracht. Jene Unparteiische, die im zweiten Halbfinale sowie dem Endspiel eingesetzt wurden, zogen am 26. Juni in das Hotel Renaissance Penta in Wien um.
Folgende zwölf Schiedsrichter und ihre Assistenten wurden in den 31 Spielen eingesetzt:
| Schiedsrichter         | Spiele | Spiele (4. Off.) |    |   |   |  | Assistent 1           | Assistent 2           |
| ---------------------- | ------ | ---------------- | -- | - | - |  | --------------------- | --------------------- |
| Frank De Bleeckere     | 3      | 1                | 13 | 0 | 1 |  | Alex Verstraeten      | Peter Hermans         |
| Massimo Busacca        | 3      | 1                | 6  | 0 | 0 |  | Matthias Arnet        | Stephane Cuhat        |
| Herbert Fandel         | 3      | 0                | 10 | 0 | 0 |  | Carsten Kadach        | Volker Wezel          |
| Peter Fröjdfeldt       | 3      | 2                | 16 | 0 | 1 |  | Stefan Wittberg       | Henrik Andren         |
| Manuel Mejuto González | 2      | 1                | 7  | 0 | 0 |  | Juan Yuste Jiménez    | Jesús Calvo Guadamuro |
| Ľuboš Micheľ           | 3      | 0                | 17 | 0 | 1 |  | Roman Slyško          | Martin Balko          |
| Tom Henning Øvrebø     | 2      | 0                | 8  | 0 | 0 |  | Geir Åge Holen        | Erik Ræstad           |
| Konrad Plautz          | 2      | 0                | 8  | 0 | 0 |  | Egon Bereuter         | Markus Mayr           |
| Roberto Rosetti        | 4      | 0                | 14 | 0 | 0 |  | Alessandro Griselli   | Paolo Calcagno        |
| Kyros Vassaras         | 2      | 2                | 4  | 0 | 0 |  | Dimitiris Bozartzidis | Dimitiris Saraidaris  |
| Pieter Vink            | 2      | 0                | 6  | 0 | 0 |  | Adriaan Inia          | Hans Ten Hoove        |
| Howard Webb            | 2      | 0                | 10 | 0 | 0 |  | Darren Cann           | Mike Mullarkey        |

Als vierte Offizielle wurden Schiedsrichter berücksichtigt, deren Verbände keinen der zwölf Schiedsrichter stellten. Diese Schiedsrichter wurden jedoch nur in der Vorrunde eingesetzt, bei der jeder an 3 Spielen als vierter Offizieller teilnahm. Ab dem Viertelfinale wurden Schiedsrichter eingesetzt, die schon Spiele bei der EM gepfiffen hatten. Folgende acht vierte Offizielle wurden nominiert:
| - Ivan Bebek - Stéphane Lannoy - Viktor Kassai - Kristinn Jakobsson | - Grzegorz Gilewski - Olegário Benquerença - Craig A. Thomson - Damir Skomina |

Besonderheiten
Erstmals in der Geschichte eines internationalen Turniers war es den Dokumentarfilmern Yves Hinant, Eric Cardot und Lehericey Delphine möglich, die Schiedsrichter während der EM 2008 bei der Arbeit auf und abseits des Feldes zu porträtieren, wobei der Dokumentationsfilm Referees at Work – Schiedsrichter im Fokus entstand. Der Film erlangt vor allem durch die Vorkommnisse um Howard Webb an Brisanz. Nach der Partie Österreichs gegen Polen (1:1) hetzten polnische Medien wegen vermeintlicher Fehlentscheidungen gegen den Schiedsrichter und sein Team. Dies führte so weit, dass Webbs Familie unter Polizeischutz gestellt werden musste.

## Organisation und Umfeld

### Euro 2008 SA
Verantwortlich für die Gesamtorganisation der Fußball-Europameisterschaft 2008 war die Euro 2008 SA, eine hundertprozentige Tochtergesellschaft der UEFA mit Hauptsitz in Nyon sowie Turnierdirektionen in Wien und Bern. Das höchste Gremium der am 17. Dezember 2004 gegründeten Aktiengesellschaft ist der Verwaltungsrat, der sich aus Vertretern der UEFA sowie der beiden Gastgeberverbände zusammensetzt. Präsident des neun Mitglieder umfassenden Verwaltungsrates der Euro 2008 SA war bis Ende 2006 der SFV-Präsident Ralph Zloczower. Anschließend übernahm Friedrich Stickler, der Präsident des ÖFB, die Funktion.
Für die operative Führung der Europameisterschaft 2008 SA war die Geschäftsleitung um den Schweizer Martin Kallen verantwortlich. Zudem hatten die Schweiz und Österreich je einen Turnierdirektor, Christian Schmölzer (Österreich) und Christian Mutschler (Schweiz), die für die Organisation des Turniers verantwortlich waren. Beide Verbände unterschrieben im November in Wien ein Rahmenabkommen, im Januar 2005 kam der neu gegründete Verwaltungsrat der Euro 2008 erstmals zusammen. Das Turnier-Organisationsbüro hatte seinen Sitz in Nyon, Schweiz.
Der Etat für die Organisation der Fußball-Europameisterschaft 2008 betrug 235 Millionen Schweizer Franken (rund 147 Millionen Euro). Der bedeutendste Teil der Einnahmen resultierte aus dem Verkauf der eine Million Eintrittskarten, bei denen mit einem Erlös von 138 Millionen Euro kalkuliert wurde. Den acht Ausrichterstädten wurden Sach- und Finanzleistungen im Wert von insgesamt 18,6 Millionen Euro zur Verfügung gestellt. Zudem erhielt jede Stadt von der UEFA einen Zuschuss über 375.000 Euro, um die Kosten für die Organisation der Fanzonen zu decken.
Bei der Organisation des Turniers orientierte man sich stark an der Fußball-Weltmeisterschaft 2006. Es wurden erneut zahlreiche Fanmeilen, Public-Viewing-Leinwände und andere öffentliche Zonen geschaffen.

### Audiovisuelles Erscheinungsbild
Das Logo der Fußball-Europameisterschaft 2008 zeigte die stilisierte Gebirgslandschaft der beiden Gastgeberländer Schweiz und Österreich, in deren Mitte sich ein Fußball befindet. Das Emblem ist überwiegend in rot und weiß, den Nationalfarben der beiden Gastgeber, gehalten. Der grüne Kern des Balles sollte die Wichtigkeit der Natur in der Region wiedergeben. Entworfen wurde das am 7. Juni 2005 erstmals während einer feierlichen Zeremonie in der Wiener Hofburg präsentierte Logo von der Londoner Design- und Markenfirma English & Pockett.
Die offiziellen Maskottchen der Europameisterschaft 2008 hießen Trix und Flix. Die offensichtlich fußballbegeisterten Zwillinge stellten die Austragungsländer in ihren Nationalfarben Rot-Weiß dar. Ihre Trikotnummern waren „20“ und „08“, um beim Nebeneinanderstehen den Schriftzug „2008“ zu erzeugen. Die Figuren wurden von Warner Bros. Entertainment Consumer Products entwickelt und erinnerten optisch und namentlich sehr an Fix und Foxi. Die knallroten, gezackten Frisuren erinnerten an das Logo der Euro 2008 und Bergketten der Alpenländer. Zur Auswahl standen die Namen Zagi & Zigi, Flitz & Bitz und Trix & Flix. 36,3 Prozent der 67.406 abstimmenden Personen entschieden sich – seit dem 27. September via Internet, Telefon-Hotline und in allen McDonald’s-Restaurants der beiden Länder – für die am 10. Oktober 2006 im Historischen Rathaus von Innsbruck bekanntgegebenen Namen. Vor dem Freundschaftsspiel Österreich – Schweiz, welches zwei Tage darauf stattfand, betraten die beiden zum ersten Mal offiziell ein Fußballstadion. Österreich gewann das Spiel mit 2:1.
Erstmals wurde für eine Europameisterschaft eine akustische Marke als Erkennungsmerkmal komponiert. Dieses Jingle zog sich wie ein roter Faden durch die gesamte Berichterstattung in den Medien. Komponiert wurde das Stück von Rollo Armstrong von der Gruppe Faithless. Der Spanier Enrique Iglesias sang mit Can You Hear Me den offiziellen Song zur Europameisterschaft. Die mascots songs (Maskottchen-Lieder) der Europameisterschaft 2008 hießen Feel the Rush und Like a Superstar und wurden von Shaggy gesungen. Den offiziellen Song der österreichischen Fußballnationalmannschaft für die EM sang Christina Stürmer. Im März 2008 beim Länderspiel der österreichischen Nationalmannschaft gegen die Niederlande wurde das Lied Fieber vorgestellt, das auch vom ZDF benutzt wurde. Die Schweizer EM-Hymne war eine Remix-Version von Baschis Bring en hei. Parallel dazu wurden in Österreich und Deutschland je hochdeutsche Versionen des Songs von Mario Lang und Oliver Pocher veröffentlicht. Der DFB hatte das Lied Helden 2008 der Hamburger Band Revolverheld zum Lied der deutschen Fußballnationalmannschaft erklärt. Die russische EM-Hymne komponierte der Duma-Vorsitzende Boris Gryslow. Der allgemeine Fan-Gesang, der zu Beginn eines jeden Spiels im Stadion gespielt wurde, war eine Ableitung aus dem Lied Seven Nation Army von den White Stripes. Außerdem wurde nach jedem gefallenen Tor der Refrain des Liedes Samba de Janeiro von Bellini eingespielt.

### Spielball
Spielball des Turniers war der von Adidas in Zusammenarbeit mit Bayer MaterialScience hergestellte EUROPASS. Der Name sollte einerseits den „Euro“-Pass der beiden Ausrichterländer und der Fans symbolisieren, andererseits stand er für das Zuspiel der Protagonisten auf dem Rasen. Er wurde im Rahmen der Endrundenauslosung am 2. Dezember 2007 in Luzern offiziell vorgestellt.
Die Farbgebung in weißer Grundfarbe mit schwarzen Punkten erinnerte vom Design her an Fußbälle vergangener Jahrzehnte. Die zwei Landesflaggen der Gastgeberländer waren mit acht Kreisen ebenfalls integriert. In den zwölf schwarzen Punkten befanden sich individuelle grafische Elemente, die die UEFA begleitend zum Euro-Logo entwickelt hatte. Die Elemente sollten für Leidenschaft, Freundschaft, Action, Training und Fans sowie das Siegtor stehen und sie fanden sich als Wasserzeichen in den schwarzen Punkten des Europass wieder. Für jedes Spiel kamen Spezialaufdrucke wie die Namen der zwei Gegner, die EM-Gruppe, das Datum, der Name der Stadt und des Stadions dazu.
Neu im Vergleich zur EM 2004 in Portugal, wo der Ball glatt und fast ganz in Silber gehalten war, war nicht nur die Farbgebung, sondern auch die vom Hersteller als „Gänsehaut“ bezeichnete feine Struktur der Oberfläche, die dem Ball zu besseren Flugeigenschaften und zu besserer Kontrollierbarkeit verhelfen sollte.
Von einigen Torhütern und Spielern wurde der Europass hingegen kritisiert. Der tschechische Torhüter Petr Čech sowie der deutsche Torwart Jens Lehmann bezeichneten den Ball als unberechenbar, seine Flugbahn sei außerordentlich schwer zu berechnen.

### Sponsoren

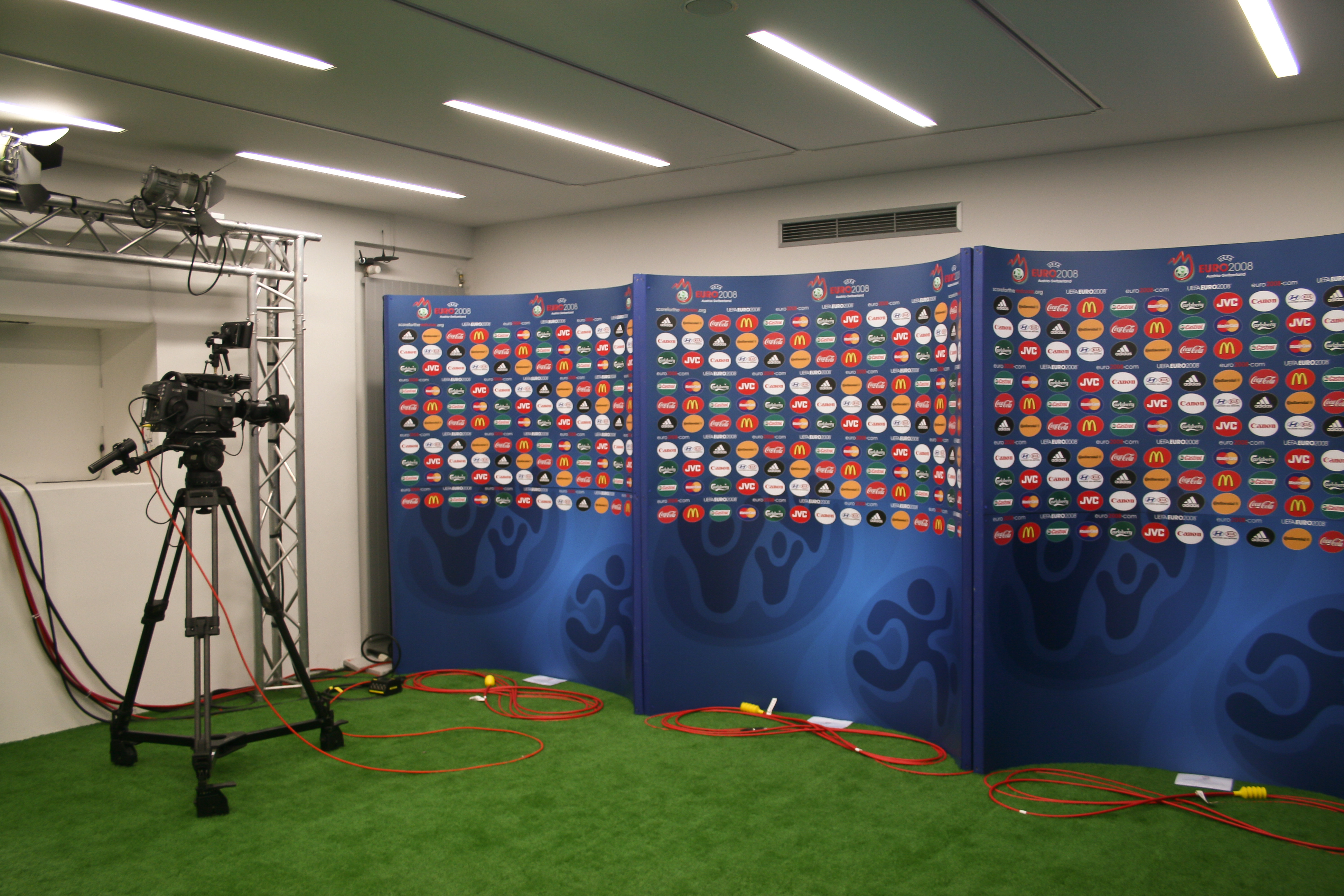
Interviewwand mit den Sponsorenlogos

Die Fußball-Europameisterschaft wurde zu einem großen Teil durch Sponsoren finanziert. Allein die 17 offiziellen Hauptsponsoren zahlten rund 370 Millionen Euro und machten damit einen erheblichen Anteil an den 900 Millionen Gewinn aus, den die UEFA insgesamt erwartete.
Das Sponsoringprogramm der UEFA verfügte über verschiedene Sponsoring-Pakete:
- Zunächst gab es mit Mastercard, Carlsberg, McDonald’s, Coca-Cola, JVC und Hyundai sechs UEFA-EUROTOPS-Partner, die bereits im Herbst 2005 Rechtepakete bis ins Jahr 2009 für verschiedene Nationalmannschaftswettbewerbe der UEFA – darunter die Europameisterschaft 2008 – für insgesamt 257 Millionen Euro erworben hatten.[35]
- Zu den sechs EUROTOPS-Partnern kamen die vier Event-Sponsoren Continental, Adidas, Castrol (in Deutschland warb auch die BP-Konzernschwester Aral) und Canon, die ebenfalls über globale Rechte an der Veranstaltung verfügten, und dafür jeweils geschätzte 19 Millionen Euro bezahlten.[36]
- Zusätzlich arbeitete die UEFA mit je vier Nationalen Förderern aus beiden Gastgeberländern zusammen. Die Firmen UBS, Swisscom und Ferrero in der Schweiz, sowie Telekom Austria, die Österreichische Post und Unicredit in Österreich schlossen Sponsorenverträge über bis zu 5,1 Millionen Euro (Supporter Schweiz) beziehungsweise 3,2 Millionen Euro (Supporter Österreich)[36] ab. Eine Sonderrolle nahm der Schweizer Luxusuhrenhersteller Hublot ein, der die Rechte als Nationaler Förderer für beide Gastgeberländer erworben hatte, und als offizieller Zeitmesser sämtlicher EM-Spiele sowohl in Österreich als auch in der Schweiz auftrat.[37]

Bei der Ausrüstung der Nationalmannschaften mit Trikots, Fußballschuhen und Handschuhen dominierten die Hersteller Adidas, Nike mit Umbro und Puma. Von 100.000 bis über eine Million Euro ließen sich die Hersteller die Exklusivverträge mit den Profispielern kosten, um sie als weltweite Werbeträger zu nutzen.
Im Vorfeld und während der Euro geriet die UEFA wiederholt in Kritik, dass sie die kommerziellen Aspekte des Turniers zu stark betone. So forderte die UEFA von den Wirten und allen Betreibern von privaten Public Viewings eine zusätzliche Gebühr sowie Exklusivrechte für ihre Sponsoren. Das Schweizer Bundesverwaltungsgericht entschied kurz vor der Euro, dass die UEFA dazu nicht berechtigt sei und nur die üblichen Urheberrechtsabgaben an die SUISA zu zahlen seien.
Weitgehend erfolglos bekämpfte die UEFA das Ambush Marketing und forderte vergebens die Einführung eines Gesetzes, das dieses verbiete.
Ebenfalls zu Kritik Anlass gaben die Exklusivverkaufsrechte in den offiziellen Fanzonen. So wurde unter anderem Wirten von Restaurants in den Fanzonen verboten, andere Getränke auszuschenken als jenes des UEFA-Sponsors, was beispielsweise in Basel dazu führte, dass drei Restaurants am Kleinbasler Rheinufer, die weiter lokales Bier ausschenkten, mittels eines Zauns von der offiziellen Fanzone hermetisch abgeriegelt wurden.

### Zuschauer, Stadien und Eintrittskarten
Im Vorfeld der Europameisterschaft wurden die Stadien, in denen die Spiele stattfanden, für insgesamt rund 900 Millionen Euro umgebaut, erweitert oder neu errichtet. Insgesamt wurden die 31 Endrundenspiele in den acht Stadien von rund 1,14 Millionen Zuschauern verfolgt. Sämtliche Begegnungen waren ausverkauft.
Von den zur Verfügung stehenden Eintrittskarten waren 870.100 (77 Prozent) für den öffentlichen Verkauf bestimmt. Die restlichen rund 259.900 Tickets waren für Sponsoren, Vertreter der 52 UEFA-Mitgliedsverbände, Medien, die UEFA und das Hospitality-Programm reserviert. Etwa 169.500 dieser Karten wurden den offiziellen Werbepartnern der EURO 2008 zugeteilt.
Von den in den öffentlichen Verkauf gelangten Eintrittskarten wurden 418.100 Stück Ende April 2007 unter allen Interessenten verlost, die sich während der ersten Verkaufsphase im Monat März 2007 über die offizielle Internetseite beworben hatten. Hierbei registrierte man 8.467.919 Bestellwünsche, woraufhin aufgrund der massiven Überbuchung der Karten auf eine ursprünglich geplante zweite Verkaufsphase im Juni 2007 verzichtet wurde. Die restlichen 226.000 frei verkäuflichen Karten gingen an die nationalen Verbände der qualifizierten Mannschaften, die für jedes ihrer Spiele je 20 Prozent der Eintrittskarten erhielten, um diese an die Fans weiterverkaufen zu können.
Die regulären Preise für die günstigsten Tickets der Europameisterschaft lagen bei 45 Euro für einen Besuch einer Vorrundenbegegnung auf einem Platz der niedrigsten Preiskategorie. Für die günstigste Endspielkarte mussten 160 Euro, für die teuersten Plätze 550 Euro bezahlt werden. Obwohl die UEFA den Weiterverkauf der Eintrittskarten unter anderem durch personalisierte Tickets verhindern wollte, betrugen die Schwarzmarktpreise ein Vielfaches der regulären Kartenpreise.

### Public Viewing

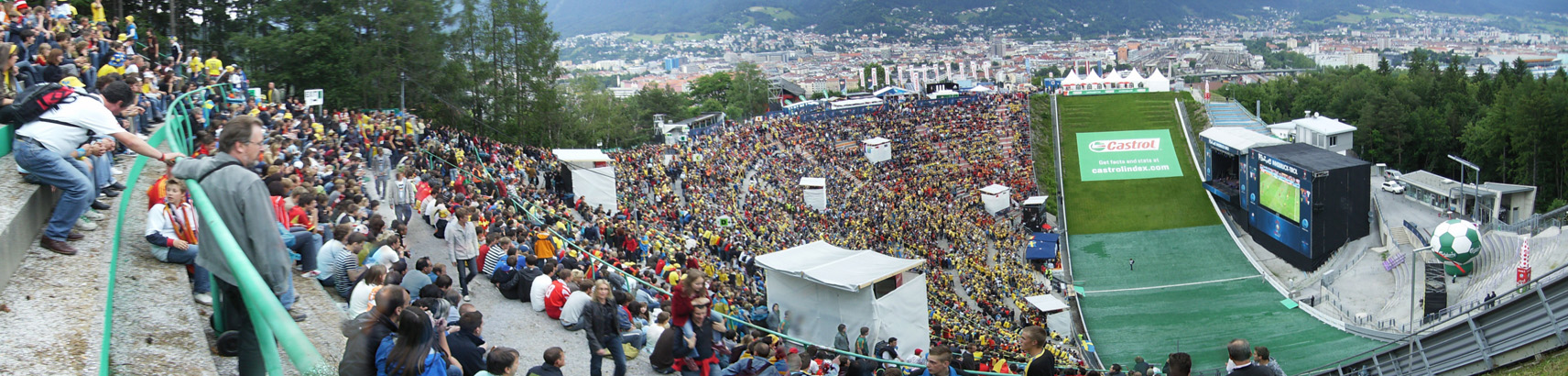
Public Viewing in der Fanzone Bergisel, Innsbruck

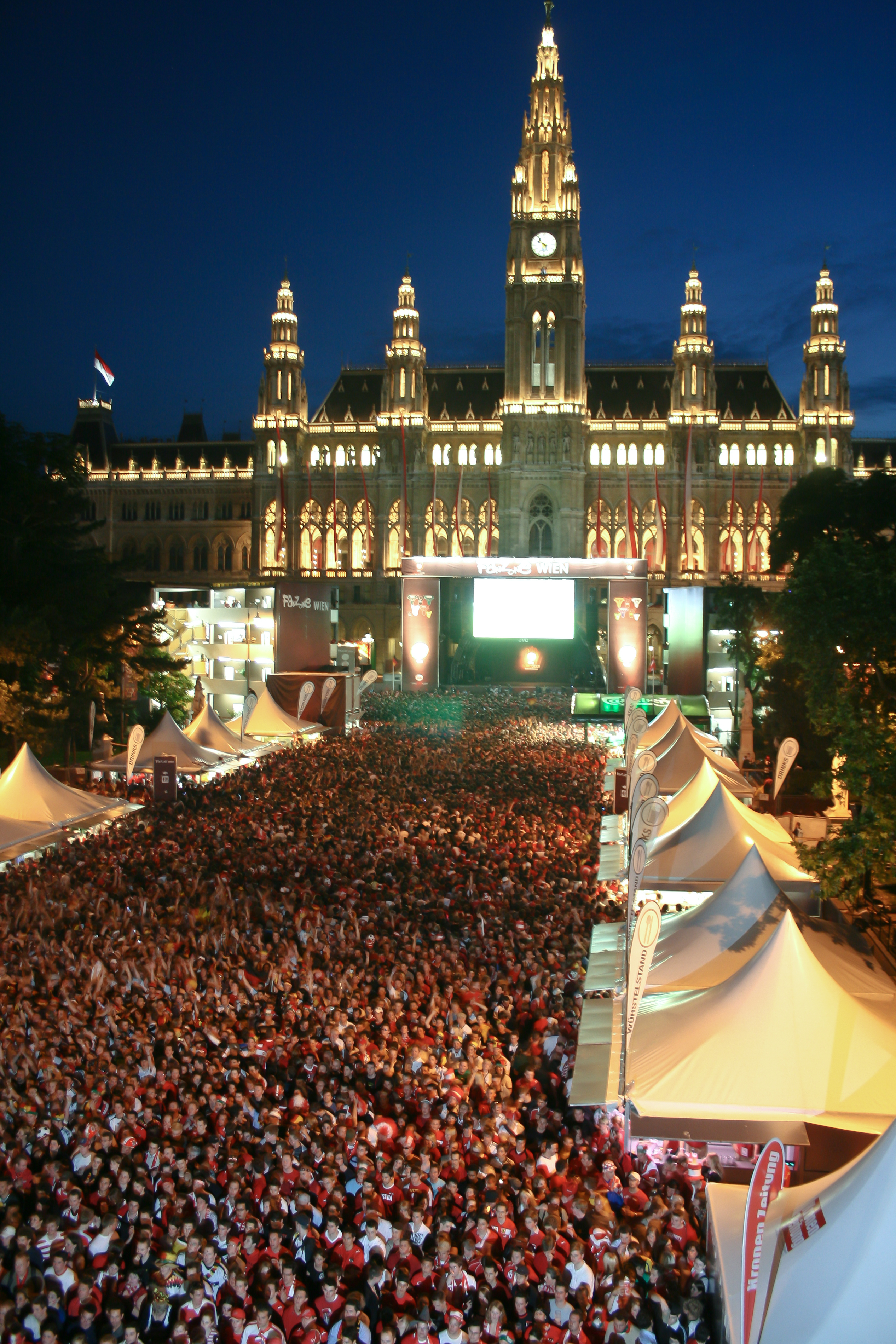
Public Viewing in Wien

An sämtlichen Spielorten wurden für die EM Teile der Innenstädte zu Fanmeilen umgewandelt, auf denen Millionen Fans zum Public Viewing kamen. In der Schweiz wurden zudem als zusätzliche Fanmeilen in 16 Städten (nicht aber in den Spielorten) sogenannte UBS-Arenen erstellt. In Liestal wurde unter dem Namen 9. Stadion zudem das größte provisorische Stadion der Schweiz mit 8.000 Sitzplätzen und weiteren Stehplätzen errichtet, in dem die Spiele auf einer Großleinwand verfolgt werden konnten und die Fans übernachten konnten.

### Preisgeld
Auf alle 16 teilnehmenden Nationen wurde ein Preisgeld von insgesamt 184 Millionen Euro ausgeschüttet, über 40 Prozent mehr als 2004. Jede Nation, die sich qualifiziert hatte, erhielt eine Antrittsgage von 7,5 Millionen Euro. Für einen Sieg in der Gruppenphase erhielt jeder Verband eine Million Euro, für ein Unentschieden eine halbe Million. Die acht Viertelfinalisten bekamen zusätzlich je zwei Millionen, die Halbfinalisten weitere drei Millionen Euro. Für das Erreichen des Endspiels bekamen beide Mannschaften 4,5 Millionen Euro, der Europameister dazu weitere drei Millionen Euro. Insgesamt konnte der Europameister nach Gewinn aller Gruppenspiele ein Preisgeld in Höhe von 23 Millionen Euro erhalten, 5,3 Millionen Euro mehr als 2004.
Zusätzlich erhielten die Vereine, die Spieler für die EM abstellten, von der UEFA einen Zuschuss; insgesamt wollte die UEFA 43,5 Millionen Euro an die Vereine ausschütten. Dies wurde im Januar 2008 zwischen der UEFA und der Vereinigung der Europäischen Fußballvereine (ECA) vereinbart. Je länger ein Spieler im Turnier blieb, desto mehr Geld sollten die Klubs erhalten. Den vollen Betrag erhielt ein Verein nur, wenn der Spieler schon mindestens zwei Jahre unter Vertrag stand, ansonsten erhielt der vorherige Verein einen Teilbetrag. In Deutschland erhielten die Vereine zudem pro Spieler und Spiel 3.000 Euro. Den Vereinen dienten diese Zahlungen auch, um sich gegen Verletzungen der Spieler während der EM zu versichern.

### Pokal
Der Europameister erhielt für vier Jahre die von der UEFA gestiftete Trophäe, auf der der Name der siegreichen Mannschaft eingraviert ist. Für die Europameisterschaft 2008 wurde ein neuer Pokal verliehen, der den bisherigen Henri-Delaunay-Pokal ablöste. Der Pokal wurde am 27. Januar 2006 vorgestellt und ist, wie schon sein Vorgänger, nach dem früheren französischen Generalsekretär der UEFA Henri Delaunay benannt. Entworfen wurde die neue Trophäe von der Londoner Juwelierfirma Asprey. Die Kosten beliefen sich auf 50.000 Schweizer Franken.
Der erstmals überreichte Pokal ähnelt vom Design her dem oberen Teil seines Vorgängers, ist jedoch 22 Zentimeter höher. Er ist 60 Zentimeter hoch, besteht zu einem Großteil aus Sterlingsilber und wiegt 7,6 Kilogramm. Die oberen und unteren Enden des Pokals sind mit einer Ziselierung versehen. Auf der Vorderseite sind das UEFA-Logo und die Bezeichnung UEFA EUROPEAN FOOTBALL CHAMPIONSHIP eingraviert. Auf der Rückseite befinden sich unter dem Namen COUPE HENRI DELAUNAY die Namen der bisherigen Europameister.
Die Trophäe bleibt im ständigen Eigentum der UEFA und kann nicht dauerhaft von einem Land gewonnen werden. Der amtierende Europameister behält den Pokal bis zur nächsten EM und darf jeweils eine Kopie anfertigen lassen, die den eindeutigen Vermerk „Replikat“ enthalten muss und vier Fünftel der Originalgröße des Pokals nicht überschreiten darf. Eine Mannschaft, die dreimal in Folge oder fünfmal insgesamt Europameister geworden ist, erhält eine originalgetreue Nachbildung der neuen EM-Trophäe.

### Berichterstattung

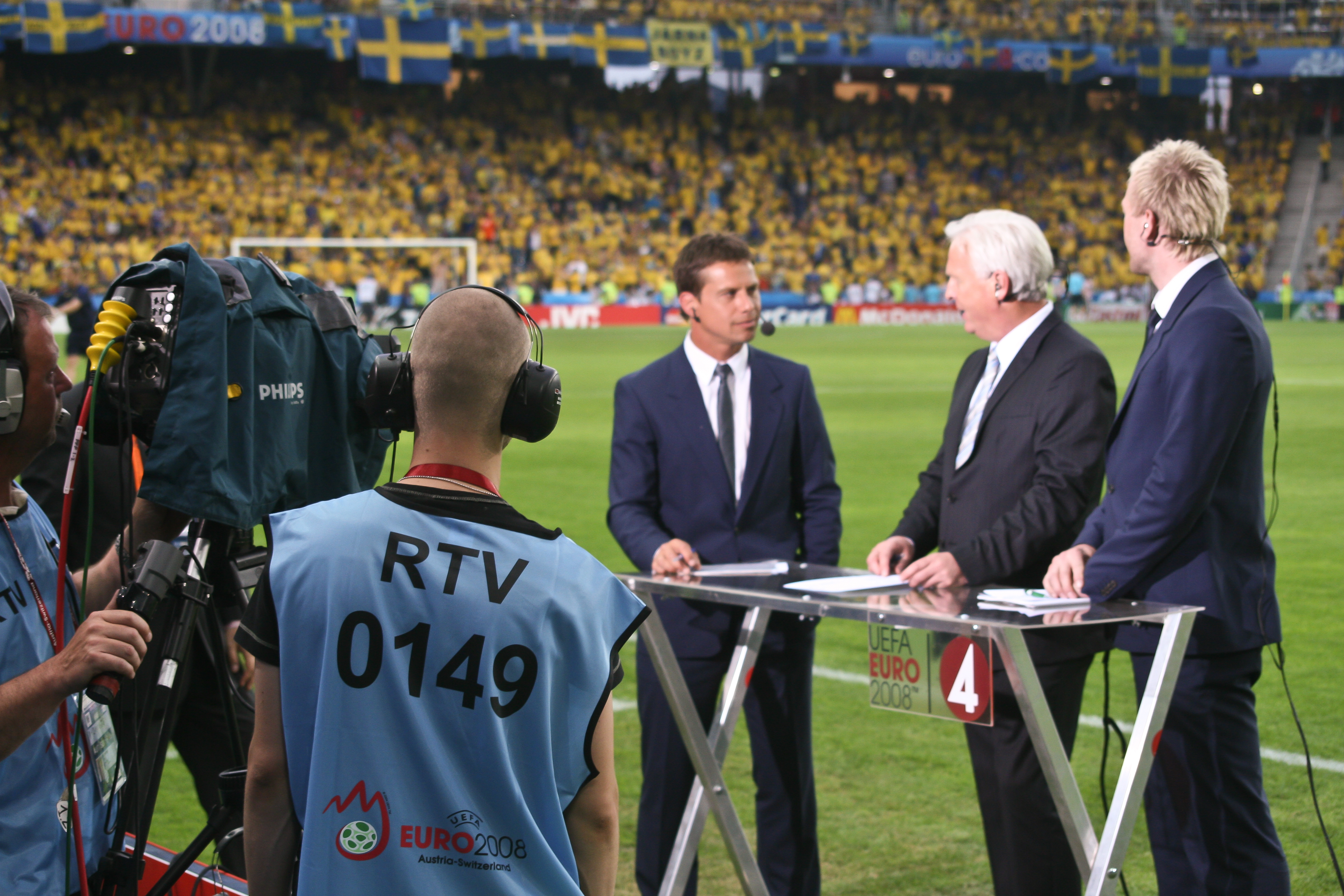
Berichterstattung am Spielfeldrand

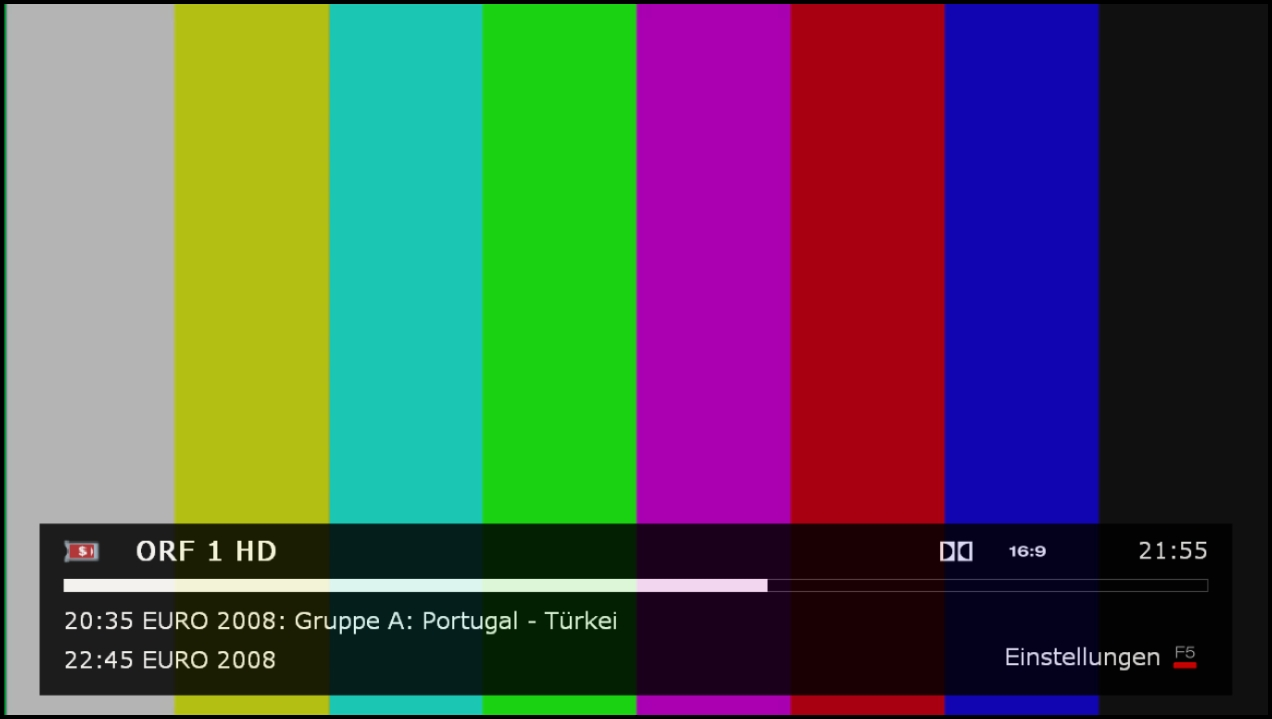
Bildausfall während des Spiels Türkei-Deutschland

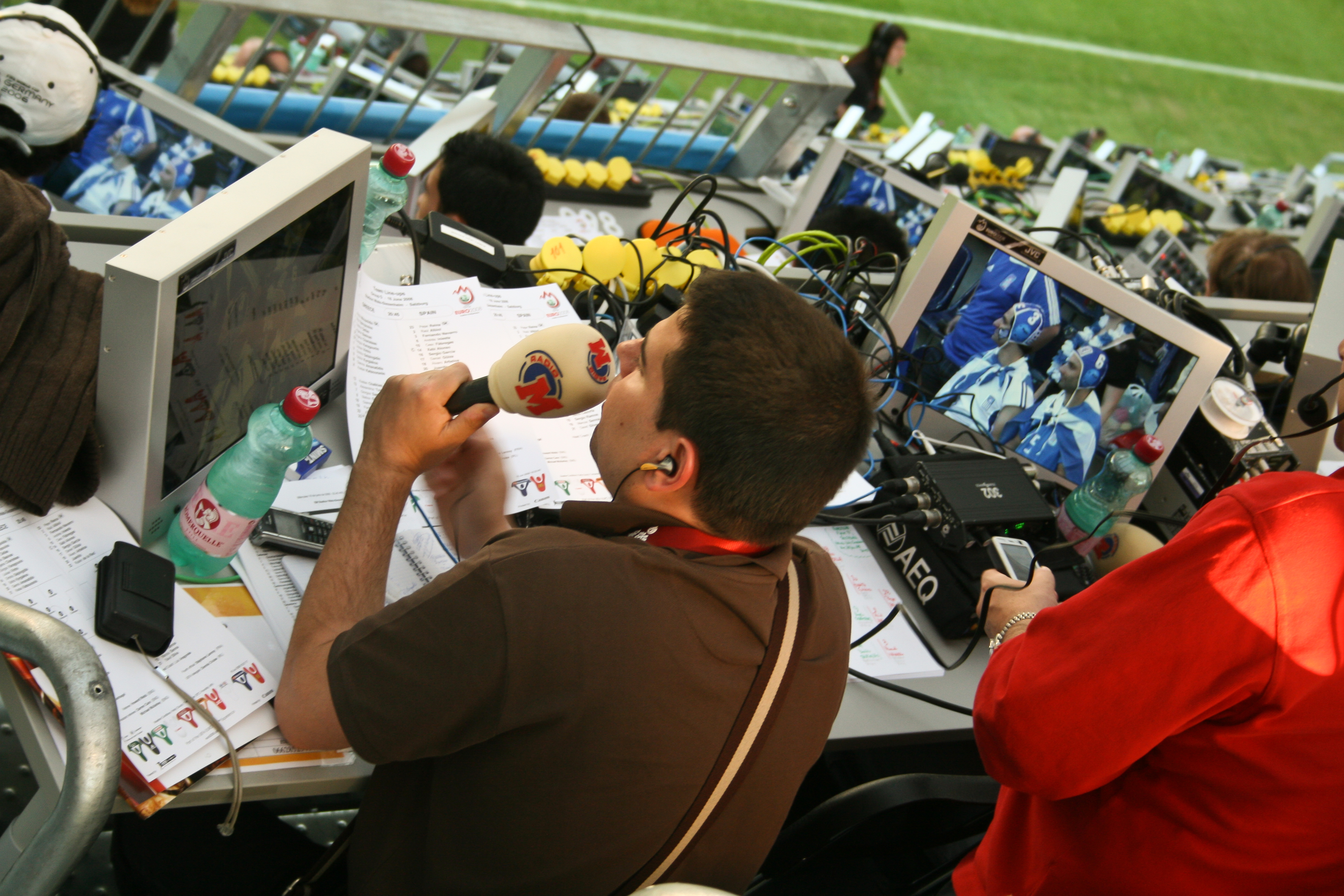
Medienvertreter im Salzburger Stadion

Die UEFA präsentierte die Fußball-Europameisterschaft 2008 als das drittgrößte mediale Sportereignis weltweit und als das größte in Europa. Nach Angaben des europäischen Fußballverbandes wurde jedes der 31 Endrundenspiele von mindestens 155 Millionen Menschen live am Fernsehgerät verfolgt, was eine Steigerung der durchschnittlichen Einschaltquote um 165 Prozent gegenüber der Fußball-Europameisterschaft 2000 bedeutete.
Die europäischen Fernseh-Übertragungsrechte an dem Turnier wurden im Januar 2005 an den Sportrechtevermarkter Sportfive vergeben. Die UEFA hatte zuvor diverse Angebote überprüft und zwei Bewerber in die engere Auswahl gezogen – Sportfive und den langjährigen UEFA-Partner, die Europäische Rundfunkunion. Die UEFA begründete diesen Schritt, um fortan für jeden einzelnen Markt eine maßgeschneiderte Lösung anzustreben. Die Einnahmen für den Verkauf der Übertragungsrechte betrugen 780 Millionen Euro.
Hauptvertragsbedingung war, dass der Großteil der Übertragungen im freiempfangbaren Fernsehen stattfinden sollte. In der Schweiz übernahm das Schweizer Fernsehen (SF) die Ausstrahlung aller 31 Partien ebenso wie in Österreich der Österreichische Rundfunk (ORF), in Deutschland zeigten die öffentlich-rechtlichen Rundfunkanstalten ARD und ZDF alle Spiele. Zusätzlich wurde für den Zeitraum vom 24. Mai bis zum 13. Juli in Österreich ein eigener Radiosender eingerichtet, welcher mit einer zeitlich begrenzten Eventradio-Lizenz an den Austragungsorten senden durfte.
Erstmals monopolisierte die UEFA die Fernsehübertragung der Spiele und verpflichtete sämtliche Fernsehstationen, das von der UEFA selbst produzierte Fernsehsignal zu übernehmen. Einzig dem Schweizer und dem Österreichischen Fernsehen war es gestattet zusätzliche Kameras in den Stadien des eigenen Landes aufzustellen. Über das UEFA-eigene Fernsehsignal wurden einige Vorkommnisse in den Stadien wie das Abbrennen von pyrotechnischen Fackeln oder Personen, die den Rasen stürmen, nicht gezeigt, worauf der UEFA unter anderem vom SRG-Chef Armin Walpen und dem öffentlich-rechtlichen Fernsehen in Österreich Zensur vorgeworfen wurde.
Weltweit spürten die Fernsehzuschauer die Auswirkungen des Monopols vor allem während der Halbfinalübertragung Deutschland gegen Türkei, da dort für sechs Minuten und zehn Sekunden weltweit allen Fernsehanstalten kein Bild vorlag. Die Live-Bilder konnten in Wien aufgrund eines Stromausfalls nicht verarbeitet werden. Lediglich durch den Sender SF 1, welcher als einziger eine eigene Glasfaserleitung in das Stadion gelegt hatte, konnten noch Bilder übertragen werden, welche durch einige Fernsehstationen übernommen wurden.

## Fazit

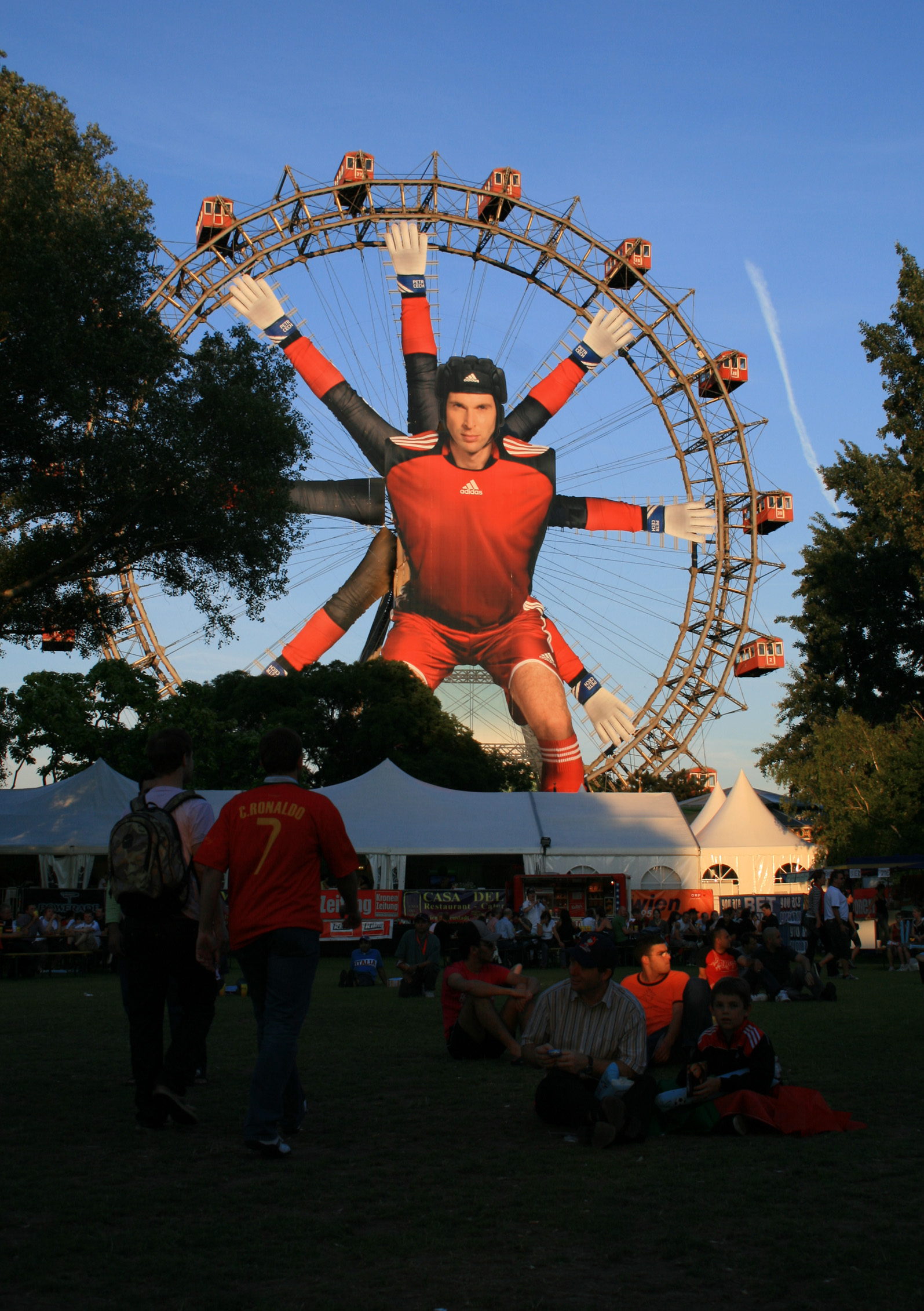
Das Wiener Riesenrad während der EM 2008, mit einem Bild des tschechischen Torhüters Petr Čech

Die 13. Fußball-Europameisterschaft in Österreich und in der Schweiz wurde von Organisatoren, Gastgebern und Experten überwiegend positiv bewertet und als ein Turnier angesehen, das die hohen Erwartungen erfüllt hat. So lobte UEFA-Präsident Michel Platini die Organisatoren vor allem für die hervorragenden Rahmenbedingungen bezüglich Transport, Unterbringung, Stadien und Sicherheit.
Im Gegensatz zur zwei Jahre zuvor in Deutschland ausgetragenen Weltmeisterschaft 2006 zeigte sich das Publikum zwar freundlich, jedoch nicht vergleichbar euphorisch. Neben dem frühen Ausscheiden der beiden Gastgeber lag dies auch am schlechten Wetter und dem zu Beginn des Turniers anhaltenden Dauerregen. Das Wetter war auch für die größten Pannen des Turniers mitverantwortlich. So musste der Rasen im Basler St. Jakob-Park nach der Regenschlacht zwischen der Schweiz und der Türkei komplett neu verlegt werden, und ein Gewitter über Wien sorgte für einen fast weltweiten Bildausfall beim deutsch-türkischen Halbfinale. Die vor dem Turnier aufgestellten Prognosen über den zu erwarteten Touristenstrom stellten sich zunächst als weit überhöht heraus, die Fan-Arenen waren häufig nicht ausgelastet. Im weiteren Verlauf des Turniers fiel diese Bilanz besser aus. Mit dem einsetzenden milden und warmen Wetter wurden je nach Spiel, vor allem bei Beteiligung der Niederlande, Deutschlands oder Russlands Rekordzahlen vermeldet.
Wirtschaftlich konnte die Europameisterschaft nicht alle Erwartungen erfüllen. Für die UEFA brachte das Turnier eine EM-Rekord-Einnahme von 1,3 Milliarden Euro, was eine Steigerung des Umsatzes um 56 Prozent gegenüber der EURO 2004 in Portugal bedeutete. Der Gewinn betrug rund 700 Millionen Euro, auch das eine Steigerung um fünf Prozent im Vergleich zu 2004. Mit dem erwirtschafteten Gewinn sollen in den nächsten vier Jahren Entwicklungsprojekte in sämtlichen 53 UEFA-Mitgliedsverbänden finanziert werden. Gleichzeitig mit Erhöhung von Umsatz und Gewinn gab es allerdings auch einen Anstieg der Kosten gegenüber 2004 von 313 Millionen auf 618 Millionen Euro. Vor allem in der Gastronomie hatte man sich vom Europameisterschaftsturnier jedoch höhere Gewinne erhofft, was unter anderem zum vorzeitigen Schließen einiger Verkaufsstände in den Fanzonen führte. Auch die Übernachtungszahlen blieben sowohl in Österreich als auch in der Schweiz unter den Erwartungen, da in Tourismusgebieten teilweise Stammgäste ausblieben und die Fußballfans nicht im erwarteten Ausmaß nächtigten.
Sportlich gesehen war die Europameisterschaft 2008 auf hohem Niveau. Die UEFA zeigte sich sehr zufrieden mit der Qualität der Spiele. Besonders der von den meisten Mannschaften vorgetragene Offensivfußball mit 77 erzielten Turniertoren konnte begeistern. Zudem zeichnete sich das Turnier, in dem lediglich drei rote Karten gezeigt wurden, durch große Fairness aus. Wie erwartet wurden keine neuen Spielsysteme entwickelt, die Intensität und Schnelligkeit des Spiels jedoch erhöht. Der zur technischen Studiengruppe der UEFA gehörende Andy Roxburgh beschrieb die gesehenen Spiele als „eine unglaubliche Mischung aus Dynamik und hohem technischen Standard“. Defensiv ausgerichtete Mannschaften, wie die noch vier Jahre zuvor erfolgreichen Griechen, die bereits nach drei Niederlagen in der Vorrunde ausschieden, spielten bei diesem Turnier keine entscheidende Rolle.
Neben den Griechen enttäuschten vor allem die Mannschaften der Gastgeber. Sowohl Österreich als auch die Schweiz kamen nicht über die Vorrunde hinaus. Auch Frankreich sowie Italien hatten sich mehr erhofft und schieden bereits in der Vorrunde beziehungsweise im Viertelfinale aus. Ebenfalls im Viertelfinale endete das Turnier für Portugal und die Niederlande, nachdem sich beide Mannschaften in der Vorrunde noch in die Rolle der Titelfavoriten gespielt hatten. Positiv überraschten vor allem die Mannschaften Russlands und der Türkei. Die junge, von Guus Hiddink trainierte „Sbornaja“ um Andrei Arschawin und Roman Anatoljewitsch Pawljutschenko zeigte attraktiven Fußball.